# بات تايلاندي
البات (بالتايلندية: บาท)(العلامة: ฿؛ كود: THB) هي العملة في لمملكة تايلاند. وينقسم إلى 100 ساتانغ (สตางค์). إصدار العملة هي مسؤولية البنك المركزي التايلاندي. حيث أن كل 35 بات تعادل تقريبا 1 دولار أمريكي. صنفت جمعية الاتصالات المالية العالمية بين البنوك البات التايلاندي في المرتبة العاشرة بين أكثر العملات استخدامًا للدفع في العالم اعتبارًا من يناير 2019.

## تاريخ
البات التايلندي، مثل الجنيه، نشأت من وحدة الكتلة قياس. وترجع أصل قيمة العملة من وزن الفضة وزن (التي تعرف الآن باسم 15 غرام)، وكان تستخدم على الأرجح في وقت مبكر من فترة سوخوثاي في شكل عملات معدنية رصاصة المعروف في التايلاندي دوانج فوت (بالتايلاندي: พดด้วง). كانت هذه القطعة من الفضة لها أوزان مختلفة سردت في الجدول التالي: على الرغم من أن العملات نفسها لها أسماء مثل: سولوت وسياو وسيك وما إلى ذلك، فإن التقسيم الرسمي للبات التايلاندي (تيكال) هو 1 باهت = 8 فويانج = 64 أت. هذا يعني أن البات الواحد مقسم إلى ثمانية فويانج، وكل فويانج مقسم إلى 8 أت. في الوقت الحالي، لا يستخدم البات التايلاندي الـ at كوحدة فرعية، ولكن الـ at هو الوحدة الفرعية الحالية للكيب اللاوي.
| Unit (RTGS) | Thai spelling | Relative value                  | Value relative to | Value relative to |
| Unit (RTGS) | Thai spelling | Relative value                  | Baht              | Satang            |
| ----------- | ------------- | ------------------------------- | ----------------- | ----------------- |
| Bia         | เบี้ย           | 1⁄100 at                        | 1⁄6400            | 0.0156            |
| Solot       | โสฬส          | 1⁄16 fueang                     | 1⁄128             | 0.78              |
| At          | อัฐ            | 1⁄8 fueang                      | 1⁄64              | 1.56              |
| Siao/Phai   | เสี้ยว/ไพ       | 1⁄4 fueang                      | 1⁄32              | 3.125             |
| Sik         | ซีก            | 1⁄2 fueang                      | 1⁄16              | 6.25              |
| Fueang      | เฟื้อง          | 1⁄8 baht                        | 1⁄8               | 12.5              |
| Salueng     | สลึง           | 1⁄4 baht (0.25 baht, 25 satang) | 1⁄4               | 25                |
| Baht        | บาท           |                                 | 1                 | 100               |
| Tamlueng    | ตำลึง          | 4 baht                          | 4                 | 400               |
| Chang       | ชั่ง            | 20 tamlueng                     | 80                | 8000              |
| Hap         | หาบ           | 80 chang                        | 6400              | 640000            |

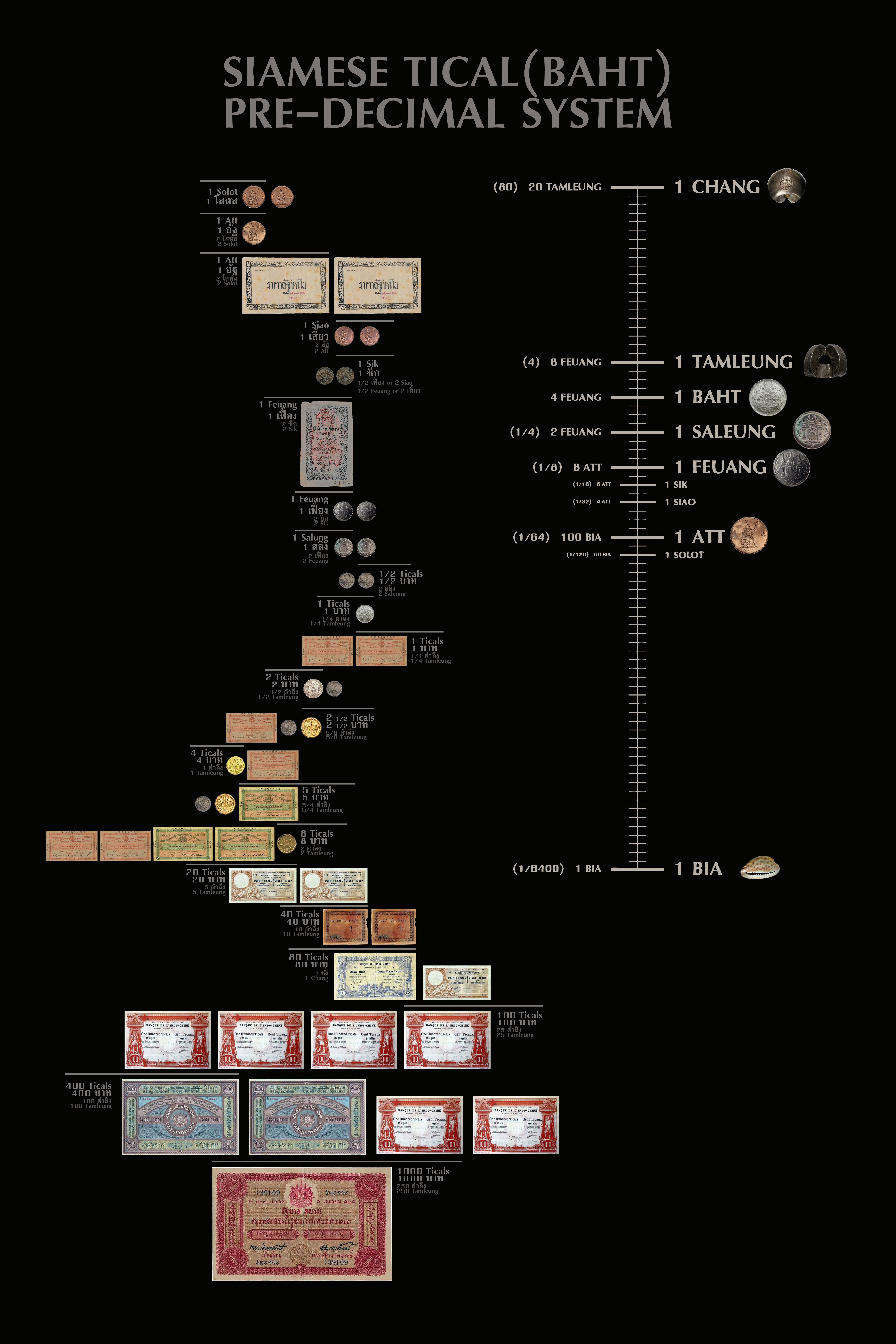
النظام السيامي قبل العشري

كان هذا النظام ما قبل العشري قيد الاستخدام حتى عام 1897، عندما ابتكر الأمير جايانتا مونجكول ‏ النظام العشري، حيث كان البات الواحد = 100 ساتانج، وقد قدمه أخوه غير الشقيق الملك شولالونجكورن جنبًا إلى جنب مع إلغاء تداول عملات الرصاصة الفضية في 28 أكتوبر 1904 بعد نهاية إنتاج عملات الرصاصة الفضية بافتتاح دار سك العملة الملكية في سيثيكارن عام 1857. ومع ذلك، إصدرت العملات المعدنية المقومة بالوحدات القديمة حتى عام 1910، ولا يزال يُشار إلى مبلغ 25 ساتانج عادةً باسم salueng، كما هو الحال مع عملة 25 ساتانج.
حتى 27 نوفمبر 1902، كان البات ثابتًا على أساس الفضة الخالصة، مع 15 جرامات من الفضة مقابل البات. وقد أدى هذا إلى اختلاف قيمة العملة مقارنةً بالعملات المعتمدة على معيار الذهب. ومن عام 1856 إلى عام 1864، حُددت قيم بعض العملات الفضية الأجنبية بموجب القانون، بحيث كان 5 باهت = 3 دولارات إسبانية= 7 روبيات هندية. قبل عام 1880 كان سعر الصرف ثابتًا عند 8 باهت للجنيه الإسترليني، ثم انخفض إلى 10 باهت للجنيه الإسترليني خلال ثمانينيات القرن التاسع عشر.
في عام 1902، بدأت الحكومة في زيادة قيمة البات باتباع جميع الزيادات في قيمة الفضة مقابل الذهب ولكن دون خفضها عندما انخفض سعر الفضة. بدءًا من 21.75 بات للجنيه الإسترليني، ارتفعت قيمة العملة حتى عام 1908، حيث ثبت سعر ثابت للجنيه الإسترليني البريطاني عند 13 بات للجنيه. تعدل هذا إلى 12 بات في عام 1919 ثم، بعد فترة من عدم الاستقرار، إلى 11 بات في عام 1923. خلال الحرب العالمية الثانية، ثبت البات بقيمة ين ياباني واحد في 22 أبريل 1942.
من عام 1956 حتى عام 1973، كان البات مرتبطًا بالدولار الأمريكي بسعر صرف 20.8 بات = دولار واحد و20 بات = دولار واحد حتى عام 1978. تسبب الاقتصاد الأمريكي المعزز في قيام تايلاند بإعادة ربط عملتها عند 25 مقابل الدولار من عام 1984 حتى 2 يوليو 1997، عندما تأثرت البلاد بالأزمة المالية الآسيوية عام 1997. تعوم البات وخفض قيمته إلى النصف، ليصل إلى أدنى سعر له وهو 56 مقابل الدولار في يناير 1998. ارتفع إلى 30 مقابل الدولار في يناير 2021.
كان البات معروفًا في الأصل لدى الأجانب بمصطلح tical، والذي كان يستخدم في النصوص الإنجليزية على الأوراق النقدية حتى السلسلة 2 عام 1925.

## رمز العملة
رمز عملة البات هو ฿ (حرف لاتيني B بخط عمودي). في عام 1986، مُنح هذا الرمز نقطة رمزية للاستخدام الحاسوبي في المعيار الصناعي التايلاندي ‏ 620-2533 (امتداد تايلاند لنظام ASCII)، في الموضع ٠xDF. أُدمج هذا المعيار الوطني لاحقًا في المعايير الدولية تحت مسمى ISO/IEC 8859-11("ISO Latin-Thai"). في المقابل، نُقلت سلسلة ISO ٨٨٥٩ إلى معيار Unicode، حيث خُصصت نقطة الرمز لهذا الرمز.

### الاختصار
في الاستخدام التايلاندي، البات (บาท) يختصر قانونيًا إلى บ. وفقًا للمادة 7 من قانون العملة، BE 2501.

### بيتكوين
لفترة من الزمن، استخدم البعض رمز البات كرمز لعملة البيتكوين، وهي عملة مشفرة. وفيما يلي تمثيلات، نقطة رمز منفصلة (U+20BF ₿ BITCOIN SIGN) تخصص في إصدار Unicode 10.0.

### كاتاكانا مربعة
في Unicode 1.0، تخصص نقطتي رمز للبات، واحدة كرمز عملة في النطاق التايلاندي ‏ والأخرى في كتلة توافق CJK ‏ كإصدار مربع من الكلمة اليابانية لـ "بات"، مكتوبة بخط الكاتاكانا.
(الكلمة اليابانية لكلمة "باهت" هيバーツ( bātsu ). ومع ذلك، فإن رمز المرجع ⟨㌬⟩ واسم الحرف يتوافقان معパーツ( pātsu ، من كلمة "أجزاء" بالإنجليزية).)

### الرموز التاريخية المستخدمة قبل النظام العشري
قبل النظام العشري، استخدمت الحكومة السيامية النصوص الصينية واللاتينية والجاوية (الملايو) والديفاناغارية والخميرية والخومية واللانانية والبورمية في الأوراق النقدية والعملات المعدنية، كما هو موضح. والسبب غير واضح، على الرغم من أنه من المفهوم الشائع أنه لتسهيل تسهيل التجارة داخل سيام. ومن المحتمل أيضًا أن العاصمة بانكوك (فرا ناخون) كانت لا تزال مدينة متعددة الثقافات في ذلك الوقت، ولجعلها أكثر شمولاً، أضافت الحكومة لغات أخرى مختلفة إلى العملة - على الرغم من أنه بحلول السلسلة الثانية بعد النظام العشري في القرن العشرين، أصبحت العملة أحادية اللغة تقريبًا.
يوان (บาท): استُخدم هذا الحرف في عهد راما الرابع للإشارة إلى البات، إلا أنه اختفى تدريجيًا ليحل محله حرف آخر يُستخدم جزئيًا وبشكل غير رسمي اليوم. ولم يظهر هذا الحرف إلا في سلسلة أوراق راما الرابع النقدية.
銖؛ 铢؛ zhū (บาท): استُخدم هذا الرمز رسميًا على الأوراق النقدية بين عامي 1868 و1925 لتمثيل البات. ولا يزال يُستخدم حتى اليوم بشكل غير رسمي للإشارة إلى البات التايلاندي عمومًا، كما في 泰銖 أو 泰铢.
錢; 銭; تشيان (สลึง): استخدم هذا الحرف في الفترة من 1851 إلى 1908 رسميًا على الأوراق النقدية والعملات المعدنية لتمثيل سالوينج.
يكتب تدوين هذه الأحرف الصينية كما هي في اللغة التايلاندية، على الرغم من وجود تحذير: تكتب من اليمين إلى اليسار، كما كانت الاتفاقية في ذلك الوقت، لذلك يكتب 圓壹 باهت واحد أو銖壹، إذا كانت هناك وحدات أصغر، فيمكن كتابة الترميز على النحو التالي:方銭參圓壹مقابل بات واحد، وثلاثة سالوينغ، وفوينغ واحد.

## العملات المعدنية
| ملخص عملات بودوانغ باهت                                | ملخص عملات بودوانغ باهت   | ملخص عملات بودوانغ باهت   | ملخص عملات بودوانغ باهت   | ملخص عملات بودوانغ باهت   | ملخص عملات بودوانغ باهت   | ملخص عملات بودوانغ باهت | ملخص عملات بودوانغ باهت       | ملخص عملات بودوانغ باهت       | ملخص عملات بودوانغ باهت               | ملخص عملات بودوانغ باهت               | ملخص عملات بودوانغ باهت               | ملخص عملات بودوانغ باهت                |
| السلسلة/القيمة                                         | 1/800 Fueang (1 Bia)      | 1/8 Fueang (1 At)         | 1/4 Fueang (1 Siao)       | 1/2 Fueang (1 Sik)        | 1 Fueang (1 Fueang)       | 1/4 Ticals (1 Salueng)  | 1/2 Ticals (2 Salueng)        | 1 Tical (1 Baht)              | 2 Ticals (2 Baht)                     | 4 Ticals (1 Tamlueng)                 | 8 Ticals (2 Tamlueng)                 | goes up to 80 ticals (1 Chang)         |
| ------------------------------------------------------ | ------------------------- | ------------------------- | ------------------------- | ------------------------- | ------------------------- | ----------------------- | ----------------------------- | ----------------------------- | ------------------------------------- | ------------------------------------- | ------------------------------------- | -------------------------------------- |
| (1238-1900) 662 years                                  |                           |                           |                           |                           |                           |                         |                               |                               |                                       |                                       |                                       | goes up to 80 ticals (1 Chang)         |
| Summary of predecimal baht coins [ 1 baht = 64 at ]    |                           |                           |                           |                           |                           |                         |                               |                               |                                       |                                       |                                       |                                        |
| Series/Value                                           | 1/16 Fueang (1 Solot)     | 1/8 Fueang (1 At)         | 1/4 Fueang (1 Siao)       | 1/2 Fueang (1 Sik)        | 1 Fueang (1 Fueang)       | 1/4 Ticals (1 Salueng)  | 1/2 Ticals (2 Salueng)        | 1 Tical (1 Baht)              | 2 Ticals (2 Baht)                     | 2 1/2 Ticals (2 Baht 2 Salueng)       | 4 Ticals (1 Tamlueng)                 | 8 Ticals (2 Tamlueng)                  |
| Issue 1 (1856) 4 years                                 |                           |                           |                           |                           |                           |                         |                               |                               |                                       |                                       |                                       |                                        |
| Issue 2 (1860) 9 years                                 |                           |                           |                           |                           |                           |                         |                               |                               |                                       |                                       |                                       |                                        |
| Issue 3 (1869) 6 years                                 |                           |                           |                           |                           |                           |                         |                               |                               |                                       |                                       |                                       |                                        |
| Issue 4 (1875) 13 years                                |                           |                           |                           |                           |                           |                         |                               |                               |                                       |                                       |                                       |                                        |
| Issue 5 (1888-1908) 20 years                           |                           |                           |                           |                           |                           |                         |                               |                               |                                       |                                       |                                       |                                        |
| Summary of decimal baht coins [ 1 baht = 100 satang ]  |                           |                           |                           |                           |                           |                         |                               |                               |                                       |                                       |                                       |                                        |
| Series/Value                                           | 0.5 Satang                | 1 Satang                  | 2.5 Satang                | 5 Satang                  | 10 Satang                 | 20 Satang               | 25 Satang                     | 50 Satang                     | 1 Baht                                | 2 Baht                                | 5 Baht                                | 10 Baht                                |
| Issue 6 (1897) 11 years                                |                           |                           |                           |                           |                           |                         |                               |                               |                                       |                                       |                                       |                                        |
| Issue 7 (1908, 1939) Rama V* 29 years                  |                           |                           |                           |                           |                           |                         |                               |                               |                                       |                                       |                                       |                                        |
| Issue 8 (1913) Rama VI*                                |                           |                           |                           |                           |                           |                         |                               |                               |                                       |                                       |                                       |                                        |
| Issue 9 (1929) Rama VII*                               |                           |                           |                           |                           |                           |                         |                               |                               |                                       |                                       |                                       |                                        |
| Issue 10 (1937, 1941, 1942, 1945) 9 years              |                           |                           |                           |                           |                           |                         |                               |                               |                                       |                                       |                                       |                                        |
| Issue 11 (1946) 4 years                                |                           |                           |                           |                           |                           |                         |                               |                               |                                       |                                       |                                       |                                        |
| Issue 12 (1950) 22 years                               |                           |                           |                           |                           |                           |                         |                               |                               |                                       |                                       |                                       |                                        |
| Issue 13 (1972) 5 years                                |                           |                           |                           |                           |                           |                         |                               |                               |                                       |                                       |                                       |                                        |
| Issue 14 (1977) 5 years                                |                           |                           |                           |                           |                           |                         | ملف:1977 25 stang reverse.png | ملف:1977 50 stang reverse.png | ملف:1977 1 baht reverse.png           |                                       | ملف:1977 5 baht reverse.png           |                                        |
| Issue 15 (1982) 5 years                                |                           |                           |                           |                           |                           |                         |                               |                               | ملف:1982 1 baht reverse.png           |                                       | ملف:1982 5 baht reverse.png           |                                        |
| Summary of current circulation coins                   |                           |                           |                           |                           |                           |                         |                               |                               |                                       |                                       |                                       |                                        |
| Limited-circulation coins                              | Limited-circulation coins | Limited-circulation coins | Limited-circulation coins | Limited-circulation coins | Limited-circulation coins | Circulation coins       | Circulation coins             | Circulation coins             | Circulation coins                     | Circulation coins                     | Circulation coins                     | Circulation coins                      |
| Series/Value                                           | 0.5 Satang                | 1 Satang                  | 2.5 Satang                | 5 Satang                  | 10 Satang                 | 20 Satang               | 25 Satang                     | 50 Satang                     | 1 Baht                                | 2 Baht                                | 5 Baht                                | 10 Baht                                |
| Issue 16 (1987, 2005, 2008, 2009) (31 years)* 38 سنوات |                           |                           |                           |                           |                           |                         |                               |                               |                                       |                                       |                                       |                                        |
| Issue 17 (2018) 7 سنوات                                |                           |                           |                           |                           |                           |                         |                               |                               | ملف:1 baht coin (Rama X, reverse).jpg | ملف:2 baht coin (Rama X, reverse).jpg | ملف:5 baht coin (Rama X, reverse).jpg | ملف:10 baht coin (Rama X, reverse).jpg |

### دار سك النقود المشاركة في إنتاج العملات السيامية والتايلاندية
| اسم منشأة الإنتاج                                 | أسماء بديلة                                       | البداية | النهاية |
| ------------------------------------------------- | ------------------------------------------------- | ------- | ------- |
| دار سك العملة الملكية التايلاندية ‏                | نيوكاسل                                           | 1860    | حاضر    |
| شركة الصين لطباعة وسك الأوراق النقدية ‏            | 中国印钞造币总公司                                | 2017    | 2017    |
| مؤسسة كوريا للسك والطباعة الأمنية                 | 한국조폐공사                                      | 2017    | حاضر    |
| دار سك العملة في جنوب أفريقيا ‏                    |                                                   | 2016    | حاضر    |
| دار سك العملة البافارية ‏                          | معرض بافاريا للرياضة                              | 2011    | 2016    |
| دار سك العملة الفنلندية                           | سومن راهاباجا                                     | 1986    | 2017    |
| دار سك العملة البولندية                           | مينيكا بولندا                                     | 2015    | 2016    |
| دار سك العملة في باريس                            | مونيه دي باريس                                    | 2016    | 2017    |
| دار السك الملكية الكندية ‏                         | مونيه رويال كنديان                                | 1986    | 2007    |
| معهد سك العملة والطباعة (دار سك العملة الإيطالية) | Istituto Poligrafico e Zecca dello Stato          | 1989    | 1989    |
| دار سك العملة اليابانية                           | ماكينات غسيل الملابس                              | 1926    | 1937    |
| هيتون وأبناؤه (دار سك العملة برمنغهام المحدودة) ‏  |                                                   | 1875    | 1921    |
| دار سك العملة الملكية البلجيكية                   | لا موناي رويال دي بلجيك/ جبل كونينكليكه من بلجيكا | 1908    | 1935    |
| دار سك العملة الأمريكية في فيلادلفيا              |                                                   | 1919    | 1919    |
| دار سك العملة في هامبورغ ‏                         | عملة هامبورغ                                      | 1887    | 1905    |

### عملةفوتدوانغ
استُخدمت أصداف الكاوري من نهر الميكونغ كعملة نقدية لمبالغ صغيرة منذ عهد سوخوثاي. قبل عام 1860، لم تكن تايلاند تُصدر عملات معدنية بالطرق الحديثة. بل استُخدمت ما يُسمى بعملة "الرصاصة"، وهي عبارة عن قضبان معدنية، أكثر سمكًا في المنتصف، مُنحنية لتُشكل دائرة كاملة تُطبع عليها علامات تعريف. وشملت الفئات الصادرة 1⁄128, 1⁄64, 1⁄32, 1⁄16, 1⁄8, 1⁄2, 1, 11⁄2, 2, 21⁄2, 4, 41⁄2, 8, 10, 20, 40 و80 بات من الفضة و 1⁄32, 1⁄16, 1⁄8, 1⁄2, 1, 11⁄2, 2 و4 باتات ذهبًا. كان البات الذهبي يساوي عادةً 16 باتًا فضيًا. بين عامي 1858 و1860، طبعت الحكومة أيضًا عملات تجارية أجنبية لاستخدامها في تايلاند.

#### سوخوثاي وأيوثايافوتدوانغ
فوتدوانغ، أحد أشكال العملات المستخدمة خلال فترة سوخوثاي، تميزت بأرجلها الطويلة، مما خلق ثقبًا أكبر وأوسع في المنتصف. صُنعت هذه العملات بشكل أساسي من الفضة، وتميزت بقطع على مقدمة كل ساق. كان لهذا القطع غرض مزدوج: فهو يُوثّق العملة ويسمح باختبار جودة الفضة. مع مرور الوقت، ومع تراجع مملكة سوخوثاي وتحولها إلى ولاية تابعة لمدينة أيوثايا - التي تأسست عاصمةً لها عام 1350 - تطور تصميم فوتدوانغ. أصبحت العملات أكثر استدارةً بأرجل أقصر، وأصبح الثقب المركزي، مع أنه لا يزال موجودًا، أصغر. وبحلول نهاية هذه الحقبة، اختفى الثقب تمامًا. كما تقلص حجم القطع على الأرجل، واستُبدل في النهاية بشق بيضاوي صغير، يُعرف باسم "ميت كاو سان"، على أحد وجهي العملة.

#### ثونبوري وراتاناكوسينفوتدوانغ
اعتمدت فترة ثونبوري (1767-1782) وفترة راتاناكوسين، التي بدأت عام 1782، تصميم فوتدوانغ من أواخر فترة أيوثايا. لم تكن عملات هذه الفترات تحتوي على ثقب مركزي، وكانت أرجلها أقصر. كان الاختلاف الرئيسي هو أن افتقرت عملة ثونبوري فوتدوانغ إلى النتوء البيضاوي، بينما أعادت عملات راتاناكوسين هذه الميزة، على غرار عملات أيوثايا. تميزت عملات فوتدوانغ من هذه الفترات اللاحقة عادةً بعلامتين مختومتين: علامة السلالة في الأعلى وعلامة الملك الشخصية في الأمام. غالبًا ما كانت علامة السلالة ترمز إلى السلالة الحاكمة للمملكة، بينما كانت علامة الملك الشخصية تمثل الملك الحاكم.

#### علامات علىالصورة
اختلفت العلامات على عملات فوتدوانغ المعدنية باختلاف العصور. فخلال عهد سوخوثاي، لم تحمل بعض العملات المعدنية أي علامات، بينما حملت أخرى ما يصل إلى 11 علامة. ويعود هذا الاختلاف إلى أنه في ذلك الوقت، كان بإمكان الأفراد والتجار إنتاج نقودهم الخاصة. ومع ذلك، بدءًا من عهد أيوثايا، احتكرت الحكومة إنتاج فوتدوانغ، مما سهّل تمييز العملات المعدنية من كل عصر. حملت عملات فوتدوانغ المعدنية في أيوثايا عادةً علامتين: علامة السلالة، والتي قد تكون عجلة ذات أسلاك ترمز إلى "عجلة القانون" من التعاليم البوذية، أو الشاكرا (سلاح فيشنو)، التي يُمثلها نمط من 8 نقاط تحيط بنقطة مركزية. اختلفت العلامة الشخصية للملك باختلاف الحاكم، وشملت رموزًا مثل صدفة محارة، وطائر غارودا (خروت)، وفيل، ومرساة، يرمز كل منها إلى جوانب مختلفة من عهد الملك أو ارتباطاته الإلهية.

#### القائمة
| الصورة | الاسماء                  | الاسماء                      | القيمة       | القيمة       |
| الصورة | الأساسي                  | الثانوي                      | بات في الفضة | بات في الذهب |
| ------ | ------------------------ | ---------------------------- | ------------ | ------------ |
|        | Bia เบี้ย                  | Bia เบี้ย                      | 1⁄6400       | 1⁄102400     |
|        | Half Phai กึ่งไพ           | At อัฐ                        | 1/64         | 1/1024       |
|        | Phai ไพ                  | Phai ไพ                      | 1/32         | 1/512        |
|        | 2 Phai สองไพ             | Half Fueang กึ่งเฟื้อง           | 1/16         | 1/256        |
|        | Fueang เฟื้อง              | Fueang เฟื้อง                  | 1/8          | 1/128        |
|        | Salueng สลึง              | Salueng สลึง                  | 1/4          | 1/64         |
|        | 2 Salueng สองสลึง         | Half Baht กึ่งบาท              | 1/2          | 1/32         |
|        | Baht บาท                 | Baht บาท                     | 1            | 1/16         |
|        | Gold 2 Phai สองไพทอง     | Gold Half Fueang กึ่งเฟื้องทอง   | 1            | 1/16         |
|        | 2 Baht สองบาท            | Half Tamlueng กึ่งตำลึง         | 2            | 1/8          |
|        | Gold Fueang เฟื้องทอง      | Gold Fueang เฟื้องทอง          | 2            | 1/8          |
|        | 4 Baht สี่บาท              | Tamlueng ตำลึง                | 4            | 1/4          |
|        | Gold Salueng สลึงทอง      | Gold Salueng สลึงทอง          | 4            | 1/4          |
|        | Gold 2 Salueng สองสลึงทอง | Gold Half Baht กึ่งบาททอง      | 8            | 1/2          |
|        | Gold Baht บาททอง         | Gold Baht บาททอง             | 16           | 1            |
|        | Gold 2 Baht สองบาททอง    | Gold Half Tamlueng กึ่งตำลึงทอง | 32           | 2            |
|        | 40 Baht สี่สิบบาท           | Half Chang กึ่งชั่ง              | 40           | 2.5          |
|        | 80 Baht แปดสิบบาท         | Chang ชั่ง                     | 80           | 5            |

### العملات ما قبل العشرية
كان راما الثالث (1824-1851) أول ملك يفكر في استخدام عملة مسطحة. لم يفعل ذلك لراحة التجار، بل لانزعاجه من موت الكائنات التي تعيش في أصداف الكاوري. عندما علم باستخدام العملات النحاسية المسطحة في سنغافورة عام 1835، اتصل بتاجر اسكتلندي، الذي سكّ نوعين تجريبيين من العملات في إنجلترا. رفض الملك كلا التصميمين. كان اسم الدولة الذي طُبع على هذه العملات الأولى هو موانغ تاي، وليس سيام.
في عام 1860، طُرحت العملات المعدنية الحديثة. كانت هذه العملات الفضية: 1 سيك، 1 فوانغ، 1 و2 سالونغ، 1 و2 و4 بات؛ وكان وزن البات 15.244 غرامات، والأخرى مرتبطة بالوزن. تبع ذلك 1 سولوت من القصدير و1 في عام 1862، مع الذهب طرح 21⁄2 و4 و8 باهت في عام 1863، والنحاس 2 و4 في عام 1865. حل النحاس محل القصدير في 1 سولت و1 في عام 1874، مع طرح النحاس 4 في عام 1876. سكت آخر العملات الذهبية في عام 1895.

#### العدد 0 – 1835 (سلسلة التجارب)
في عهد الملك راما الثالث (1824-1851)، طُرحت مبادرة لإصدار أول عملة مسطحة في تايلاند، بهدف استبدال أصداف الكاوري الشائعة الاستخدام. وللمساهمة في تحديث النظام النقدي، استعان الملك بتاجر اسكتلندي، روبرت هانتر، لإنتاج عملات معدنية منقوشة.
تضمنت التصاميم المقترحة رسمًا لفيل، يُشبه عملات سريلانكا (سريلانكا حاليًا). وخوفًا من عدم ملاءمة رمز الفيل، الذي قد يُوحي بتأثير أو ارتباط أجنبي، رفض الملك راما الثالث في النهاية جميع التصاميم المقدمة. ونتيجةً لذلك، لم تُعتمد أو تُقَيَّم أيٌّ من العملات المقترحة رسميًا.
تمثل هذه العملات المعدنية النمطية، على الرغم من عدم تداولها مطلقًا، محاولة مبكرة لتحديث العملة السيامية قبل اعتماد العملات المعدنية التي تضرب آليًا في عهد الملك راما الرابع.
| إصدار 0 عملات معدنية (راما الثالث) [ سلسلة موينج تاي ] | إصدار 0 عملات معدنية (راما الثالث) [ سلسلة موينج تاي ] | إصدار 0 عملات معدنية (راما الثالث) [ سلسلة موينج تاي ] | إصدار 0 عملات معدنية (راما الثالث) [ سلسلة موينج تاي ] | إصدار 0 عملات معدنية (راما الثالث) [ سلسلة موينج تاي ] | إصدار 0 عملات معدنية (راما الثالث) [ سلسلة موينج تاي ] | إصدار 0 عملات معدنية (راما الثالث) [ سلسلة موينج تاي ] | إصدار 0 عملات معدنية (راما الثالث) [ سلسلة موينج تاي ] | إصدار 0 عملات معدنية (راما الثالث) [ سلسلة موينج تاي ] |
| صورة                                                   | صورة                                                   | قيمة                                                   | أبعاد (مم)                                             | وزن (ز)                                                | التركيب                                                | النقش والوصف                                           | النقش والوصف                                           | تاريخ الإصدار                                          |
| وجه العملة                                             | العكس                                                  | قيمة العملة                                            | أبعاد (مم)                                             | وزن (ز)                                                | التركيب                                                | وجه العملة                                             | العكس                                                  | تاريخ الإصدار                                          |
| ------------------------------------------------------ | ------------------------------------------------------ | ------------------------------------------------------ | ------------------------------------------------------ | ------------------------------------------------------ | ------------------------------------------------------ | ------------------------------------------------------ | ------------------------------------------------------ | ------------------------------------------------------ |
|                                                        |                                                        | لا قيمة                                                | 23                                                     | -                                                      | نحاس                                                   | فيل ๑๑๙๗ (CS. 1197)                                    | نجم เมืางไทย (تايلاند)                                  | 1835                                                   |
| 22                                                     | -                                                      | لا قيمة                                                | فضي                                                    | 1835                                                   |                                                        | فيل ๑๑๙๗ (CS. 1197)                                    | نجم เมืางไทย (تايلاند)                                  |                                                        |
|                                                        |                                                        | لا قيمة                                                | 22                                                     | -                                                      | فضي                                                    | لوتس ๑๑๙๗ (CS. 1197)                                   | نجم เมืางไทย (تايلاند)                                  | 1835                                                   |
|                                                        |                                                        | لا قيمة                                                | 22                                                     | -                                                      | نحاس                                                   | لوتس ๑๑๙๗ (CS. 1197)                                   | نڭري (Nagari / Land of) ترومن (Trumon)                 | 1835                                                   |
|                                                        |                                                        | لا قيمة                                                | 22                                                     | -                                                      | نحاس                                                   | لوتس ๑๑๙๗ (CS. 1197)                                   | نڭري (Nagari / Land of) ترومن (Trumon)                 | 1835                                                   |

#### العدد 1 – 1856 (انتقالي)
أصدر راما الرابع أول إصدار للعملات المعدنية، إلا أنها لم تُطرح للتداول قط. كانت هذه إحدى أولى المحاولات لاستبدال عملات الرصاص، ولكن نادرًا ما سُكّت منها دون أن تُطرح للتداول.
| صورة        | صورة                   | قيمة       | قيمة             |
| وجه العملة  | العكس                  | اسم        | قيمة العملة      |
| ----------- | ---------------------- | ---------- | ---------------- |
|             |                        | فوينغ เฟื้อง | 1 فوانغ، 1/8 بات |
| سالوينغ สลึง | 1/16 تاملوينج، ربع بات |            |                  |
|             |                        | فوينغ เฟื้อง | 1 فوانغ، 1/8 بات |
| سالوينغ สลึง | 1/16 تاملوينج، ربع بات |            |                  |

#### العدد 2، 3 – 1860، 1869
أول إصدار متداول من العملات السيامية. وقد مثل هذا بداية التحول بعيدًا عن استخدام عملة فوتدوانغ. وعلى الرغم من ذلك، كانت فوتدوانغ لا تزال عملة قانونية في هذا العصر. وفي هذه السلسلة، صُنعت الفئات الدنيا من الفضة، وصُنعت الفئات العليا من الذهب. وأطلق على هذه الفئات العليا ألقاب: بوت دوينغ، وبِت، وتوت. وتعني بوت دوينغ اثنين وثلاثين، كما في 1/32 من تشانغ. وكان اللقب الآخر هو تشينكانغ أو تاملوينغ صيني واحد. وتعني الحفرة عشرين، كما في 1/20 من تشانغ، والاسم الآخر هو إيكانغ، أو تاملوينغ تايلاندي واحد. وتعني توت عشرة، كما في 1/10 من تشانغ. كما أُطلق على العملة أيضًا اسم ثوك كانغ، مما يعني اثنين تاملوينغ. في الفئات الدنيا تستخدم مواد مثل القصدير والنحاس والبرونز، لأنها ذات قيمة منخفضة للغاية.
في عام 1857، أُنتجت سلسلة من العملات التجريبية. ولكن نظرًا لكسر قطع القالب وصدأها، بالإضافة إلى صدأ مكبس السك، لم تُرضِ عملات هذه السلسلة التجريبية راما الرابع، لذا استمر اختبارها. وُجد أن العملات المعيبة في هذه السلسلة ذات ملمس غير متناسق وخشن يشبه الرمل. في الفترة من 1857 إلى 1860، أُنتجت كميات صغيرة من العملات التجريبية المتداولة لتداولها داخل أسوار القصر، حتى يتمكن النبلاء من إبداء ملاحظاتهم واختبار النظام الجديد.
وفقًا لوزارة الخزانة التايلاندية، سُكّت العملات الذهبية خلال فترة تدفق كميات كبيرة من الذهب إلى تايلاند. مستوحيًا من الاستخدام الواسع للعملات الذهبية في دول أخرى، مثل العملات الذهبية لإنجلترا، أمر الملك مونغكوت (راما الرابع) بإنتاج عملات ذهبية للاستخدام المحلي. سهّلت هذه العملات، بفضل قيمتها العالية، التجارة نظرًا لانخفاض قيمة العملات الفضية المتداولة آنذاك. صدرت رسميًا في 29 أكتوبر/تشرين الأول 1863، وسُحبت من التداول عام 1908.
أُنتجت هذه السلسلة من العملات المعدنية باستخدام آلات يدوية مُقدمة كهدية ملكية من الملكة فيكتوريا ملكة إنجلترا. ونظرًا لمحدودية قدرة هذه الآلات الإنتاجية، لم يكن من الممكن سكّ كميات كافية من العملات المعدنية لتلبية طلب البلاد. ونتيجةً لذلك، توقف استخدامها. تزامن ذلك مع ظهور الآلات التي تعمل بالبخار، مما سمح بإنتاج عملات معدنية أكثر كفاءةً وعلى نطاق أوسع. تجدر الإشارة إلى أن عملات فئة نصف فوانغ لم تُذكر في الإعلانات الرسمية.
في عام 1863، ورد أن الخزانة الملكية كانت تفيض بالذهب، فأمر راما الرابع بإنتاج عملات ذهبية بالإضافة إلى سلسلة العملات الفضية الموجودة. صُنعت هذه العملة للتداول، لكنّها طُرحت لفئة غير معروفة من الناس، فحوّلها الناس إلى مجوهرات. تُعدّ العملات المعدنية السليمة تمامًا والخالية من الثقوب نادرة اليوم.
في عام 1866، أُنتجت هذه العملات النحاسية الرقيقة، من فئة سيك (نصف فوانغ) وسياو (ربع فوانغ)، لتحل محل نظيراتها الأكثر سمكًا، والتي كانت أثقل وزنًا ولها نفس القيمة. اتُخذ قرار إصدار عملات أخف وزنًا وأرق بعد حادثة قام فيها الملك مونغكوت (راما الرابع) بتوزيع العملات الأكثر سمكًا خلال حدث خيري، وأصيب المتلقون بجروح وكدمات في الرأس. اعتبر جلالته أن العملات النحاسية تحمل بالفعل علامات ونقوشًا مختومة (تشير إلى أن عملتين تساويان فوانغًا واحدًا وأربع عملات تساوي فوانغًا واحدًا)، مما يجعلها جديرة بالثقة. لذلك، ستظل العملات الأرق والأخف وزنًا تؤدي غرضها بفعالية دون التسبب في أي ضرر.
مع تتويج الملك راما الخامس عام 1868، قرر جلالته التصدي لظاهرة التزييف الهائلة لعملات المعادن الأساسية في عصره. قرر جلالته إصدار عملة سولوت كبيرة جديدة (1/128 بات) بحيث أصبحت عملة السولوت القديمة الأصغر غير صالحة للاستخدام وغير قابلة للتزوير. لم تُنتج عملات السولوت الكبيرة إلا لفترة قصيرة، لكنها أدت دورها وقضت على جزء كبير من المنتجات المزيفة.
| عملات الإصدار الثاني (راما الرابع) [سلسلة مونغكوت] | عملات الإصدار الثاني (راما الرابع) [سلسلة مونغكوت] | عملات الإصدار الثاني (راما الرابع) [سلسلة مونغكوت] | عملات الإصدار الثاني (راما الرابع) [سلسلة مونغكوت] | عملات الإصدار الثاني (راما الرابع) [سلسلة مونغكوت] | عملات الإصدار الثاني (راما الرابع) [سلسلة مونغكوت] | عملات الإصدار الثاني (راما الرابع) [سلسلة مونغكوت] | عملات الإصدار الثاني (راما الرابع) [سلسلة مونغكوت] | عملات الإصدار الثاني (راما الرابع) [سلسلة مونغكوت]                   | عملات الإصدار الثاني (راما الرابع) [سلسلة مونغكوت] |
| الصورة                                             | الصورة                                             | القيمة                                             | القيمة                                             | الابعاد (مم)                                       | الوزن (غم)                                         | التركيب                                            | النقش والوصف                                       | النقش والوصف                                                         | تاريخ الإصدار                                      |
| وجه العملة                                         | العكس                                              | الاسم                                              | قيمة العملة                                        | الابعاد (مم)                                       | الوزن (غم)                                         | التركيب                                            | وجه العملة                                         | العكس                                                                | تاريخ الإصدار                                      |
| -------------------------------------------------- | -------------------------------------------------- | -------------------------------------------------- | -------------------------------------------------- | -------------------------------------------------- | -------------------------------------------------- | -------------------------------------------------- | -------------------------------------------------- | -------------------------------------------------------------------- | -------------------------------------------------- |
|                                                    |                                                    | Solot โสฬส                                         | 1/16 fueang, 1/128 baht                            | 23 × 2                                             | 4                                                  | Tin                                                | Great Mongkut Seal                                 | Siamese State Ensign + สิบ หก อัน เป็น เฟื้อง 1/16 F. 方 片 六 十         | 1862                                               |
|                                                    |                                                    | At อัฐ                                              | 1/8 fueang, 1/64 baht                              | 29 × 2                                             | 7.2                                                | Tin                                                | Great Mongkut Seal                                 | Siamese State Ensign + แปด อัน เปน เฟื้อง 1/8 F. 方 片 捌               | 1862                                               |
|                                                    |                                                    | Siao เสี้ยว                                          | 1/4 fueang, 1/32 baht                              | 22 × 3                                             | 7.55 3.55                                          | Copperฺ Brass                                       | Great Mongkut Seal                                 | Siamese State Ensign + สี่ อัน เปน เฟื้อง 1/4 F. 方 片 四                 | 1865                                               |
|                                                    |                                                    | Sik ซีก                                             | 1/2 fueang, 1/16 baht                              | 29 × 3                                             | 10~ 7.61                                           | Copper Brass                                       | Great Mongkut Seal                                 | Siamese State Ensign + สอง อัน เปน เฟื้อง 1/2 F. 方 片 二               | 1865                                               |
|                                                    |                                                    | Half Fueang ครึ่งเฟื้อง                                | 1/2 fueang, 1/16 baht                              | 13 × 1                                             | 0.92                                               | Silver 0.900                                       | Great Mongkut Seal                                 | Siamese State Ensign                                                 | 1860                                               |
| 1.69                                               | Gold 0.997                                         | Half Fueang ครึ่งเฟื้อง                                | 1/2 fueang, 1/16 baht                              | 13 × 1                                             | 1863                                               |                                                    | Great Mongkut Seal                                 | Siamese State Ensign                                                 |                                                    |
|                                                    |                                                    | Fueang เฟื้อง                                        | 1 fueang, 1/8 baht                                 | 16 × 1                                             | 1.84                                               | Silver 0.900                                       | Great Mongkut Seal 1 star                          | Siamese State Ensign 1 star                                          | 1857, 1860                                         |
| 3.39                                               | Gold 0.997                                         | Fueang เฟื้อง                                        | 1 fueang, 1/8 baht                                 | 16 × 1                                             | 1863                                               |                                                    | Great Mongkut Seal 1 star                          | Siamese State Ensign 1 star                                          |                                                    |
|                                                    |                                                    | Salueng สลึง                                        | 1/16 tamlueng, 1/4 baht                            | 22 × 1                                             | 3.7                                                | Silver 0.900                                       | Great Mongkut Seal 2 stars                         | Siamese State Ensign 2 stars                                         | 1857, 1860                                         |
| 6.82                                               | Gold 0.997                                         | Salueng สลึง                                        | 1/16 tamlueng, 1/4 baht                            | 22 × 1                                             | 1863                                               |                                                    | Great Mongkut Seal 2 stars                         | Siamese State Ensign 2 stars                                         |                                                    |
|                                                    |                                                    | Half Baht ครึ่งบาท                                   | 1/8 tamlueng, 1/2 baht                             | 27 × 1                                             | 7.46                                               | Silver 0.900                                       | Great Mongkut Seal 4 stars                         | Siamese State Ensign 4 stars                                         | 1860                                               |
| 13.74                                              | Gold 0.997                                         | Half Baht ครึ่งบาท                                   | 1/8 tamlueng, 1/2 baht                             | 27 × 1                                             | 1863                                               |                                                    | Great Mongkut Seal 4 stars                         | Siamese State Ensign 4 stars                                         |                                                    |
|                                                    |                                                    | Baht บาท                                           | 1/4 tamlueng, 1 baht                               | 31 × 1                                             | 15.45                                              | Silver 0.900                                       | Great Mongkut Seal 8 stars                         | Siamese State Ensign 8 stars                                         | 1857, 1860                                         |
| 28.47                                              | Gold 0.997                                         | Baht บาท                                           | 1/4 tamlueng, 1 baht                               | 31 × 1                                             | 1863                                               |                                                    | Great Mongkut Seal 8 stars                         | Siamese State Ensign 8 stars                                         |                                                    |
|                                                    |                                                    | Half Tamlueng ครึ่งตำลึง                              | 1/2 tamlueng, 2 baht                               | 37 × 2.5                                           | 30                                                 | Silver 0.900                                       | Great Mongkut Seal 16 stars                        | Siamese State Ensign 16 stars                                        | 1863                                               |
| 55.29                                              | Gold 0.997                                         | Half Tamlueng ครึ่งตำลึง                              | 1/2 tamlueng, 2 baht                               | 37 × 2.5                                           |                                                    |                                                    | Great Mongkut Seal 16 stars                        | Siamese State Ensign 16 stars                                        | 1863                                               |
|                                                    |                                                    | Tamlueng ตำลึง                                      | 1 tamlueng, 4 baht                                 | 45 × 4                                             | 60                                                 | Silver 0.900                                       | Great Mongkut Seal 32 stars                        | "Mongkut Coin" 鄭明通寶 (zhèng míng tōng bǎo) กรุงสยาม (Land of Siam) | 1864                                               |
| 110                                                | Gold 0.997                                         | Tamlueng ตำลึง                                      | 1 tamlueng, 4 baht                                 | 45 × 4                                             |                                                    |                                                    | Great Mongkut Seal 32 stars                        | "Mongkut Coin" 鄭明通寶 (zhèng míng tōng bǎo) กรุงสยาม (Land of Siam) | 1864                                               |
|                                                    |                                                    | Song Phai สองไพ                                    | 1/4 tamlueng, 1 baht                               | 12 × 0.8                                           | 1.34                                               | Gold 0.997                                         | Great Mongkut Seal                                 | Siamese State Ensign                                                 | 1857                                               |
|                                                    |                                                    | Paddueng พัดดึงส์                                     | 5/8 tamlueng, 2.5 baht                             | 14 × 0.8                                           | 1.6                                                | Gold 0.997                                         | Great Mongkut Seal                                 | Siamese State Ensign                                                 | 1857                                               |
| 16 × 0.8                                           | 1.83                                               | Paddueng พัดดึงส์                                     | 5/8 tamlueng, 2.5 baht                             | Gold 0.997                                         | Great Mongkut Seal                                 | Siamese State Ensign                               | 1863                                               |                                                                      |                                                    |
|                                                    |                                                    | Pit พิศ                                             | 1 tamlueng, 4 baht                                 | 17 × 1                                             | 3.88                                               | Gold 0.997                                         | Great Mongkut Seal                                 | Siamese State Ensign                                                 | 1863                                               |
|                                                    |                                                    | Tot ทศ                                             | 2 tamlueng, 8 baht                                 | 22 × 1                                             | 7.42                                               | Gold 0.997                                         | Great Mongkut Seal                                 | Siamese State Ensign                                                 | 1863                                               |
| عملات الإصدار الثالث (راما الخامس)                 |                                                    |                                                    |                                                    |                                                    |                                                    |                                                    |                                                    |                                                                      |                                                    |
|                                                    |                                                    | Solot โสฬส                                         | 1/16 fueang, 1/128 baht                            | 32 × 2                                             | 7                                                  | Tin                                                | Great Chula Seal                                   | Siamese State Ensign + ๑๖อันเฟื้อง (16 makes fuang) 1/16 F. 方 片 六 十 | 1868                                               |
|                                                    |                                                    | Fueang เฟื้อง                                        | 1 fueang, 1/8 baht                                 | 16 × 1                                             | 1.84                                               | Silver 0.900                                       | Great Chula Seal                                   | Siamese State Ensign 1 star                                          | 1869                                               |
|                                                    |                                                    | Salueng สลึง                                        | 1/16 tamlueng, 1/4 baht                            | 22 × 1                                             | 3.7                                                | Silver 0.900                                       | Great Chula Seal                                   | Siamese State Ensign 2 stars                                         | 1869                                               |
|                                                    |                                                    | Baht บาท                                           | 1/4 tamlueng, 1 baht                               | 31 × 1                                             | 15.45                                              | Silver 0.900                                       | Great Chula Seal                                   | Siamese State Ensign 8 stars                                         | 1869                                               |

#### العدد الرابع – 1875
أول سلسلة تُصوّر الملك راما الخامس، صُنعت عملات هذا الإصدار من النحاس والفضة والذهب. مع أن الذهب استُخدم، على نحوٍ غريب، فقط لفئة الفوينغ الواحد. أُضيف شعار الدرع الجديد في هذا الإصدار. قُسّم هذا الدرع إلى ثلاثة أقسام. استُوحيت الرموز داخل هذه الأقسام من التأثيرات الغربية، حيث مثّلت الأراضي التي كانت سيام تسيطر عليها. مثّل الفيل ذو الرأس الشجري أراضي سيامي، ومثّل الفيل في أسفل اليسار لان زانغ، ومثّل الوارانجكا سيامي مالايا.
بسبب عطل في آلات سك العملة في دار سك العملة الحكومية، مما حال دون إنتاج العملات المتداولة، أمر الملك شولالونغكورن بتصميم سلسلة العملات هذه وكلف دار سك العملة في برمنغهام بإنجلترا بإنتاجها. كانت هذه هي المرة الأولى التي تُسك فيها العملات المعدنية في الخارج للتداول في سيام. صُنعت العملات النحاسية في هذا الإصدار بنفس حجم عملات المملكة المتحدة، حيث كان السولو بنفس حجم الفارذنغ، وكان الأت بنفس حجم نصف البنس، وكان السياو بنفس حجم البنس. تختلف العملات الفضية في الحجم عن نظيرتها البريطانية بسبب ربط البات بوحدة مختلفة من الفضة. كانت العملة النحاسية في هذه الحالة من المعدن الأساسي ولم تكن مرتبطة بأي معدن قياسي، وبالتالي فإن حجمها يميل إلى الاختلاف أكثر عبر التاريخ. تمثل هذه العملات النحاسية كمية معينة فقط من الفضة.
سُكّت هذه العملات الفضية عند بدء استخدام آلة ساتيت كوانغ عام 1889 في دار سك العملات ساتيت كوانغ، إيذانًا ببداية نظام سكّ جديد. بدأت علامات السنة بالظهور على العملات من فئة 120 روبية (1898) فصاعدًا.
| عملات الإصدار الرابع (راما الخامس) [سلسلة C.P.R.] | عملات الإصدار الرابع (راما الخامس) [سلسلة C.P.R.] | عملات الإصدار الرابع (راما الخامس) [سلسلة C.P.R.] | عملات الإصدار الرابع (راما الخامس) [سلسلة C.P.R.] | عملات الإصدار الرابع (راما الخامس) [سلسلة C.P.R.] | عملات الإصدار الرابع (راما الخامس) [سلسلة C.P.R.] | عملات الإصدار الرابع (راما الخامس) [سلسلة C.P.R.] | عملات الإصدار الرابع (راما الخامس) [سلسلة C.P.R.]                          | عملات الإصدار الرابع (راما الخامس) [سلسلة C.P.R.]                                                                        | عملات الإصدار الرابع (راما الخامس) [سلسلة C.P.R.]                               | عملات الإصدار الرابع (راما الخامس) [سلسلة C.P.R.] |
| الصورة                                            | الصورة                                            | القيمة                                            | القيمة                                            | الابعاد (مم)                                      | الوزن (غم)                                        | سك النقود                                         | التركيب                                                                    | النقش والوصف | النقش والوصف                                                                    | تاريخ الإصدار                                     |
| وجه العملة                                        | العكس                                             | الاسم                                             | قيمة العملة                                       | الابعاد (مم)                                      | الوزن (غم)                                        | سك النقود                                         | التركيب                                                                    | وجه العملة | العكس                                                                           | تاريخ الإصدار                                     |
| ------------------------------------------------- | ------------------------------------------------- | ------------------------------------------------- | ------------------------------------------------- | ------------------------------------------------- | ------------------------------------------------- | ------------------------------------------------- | -------------------------------------------------------------------------- | --- | ------------------------------------------------------------------------------- | ------------------------------------------------- |
|                                                   |                                                   | Solot โสฬส                                        | 1/16 fueang, 1/128 baht                           | 20 × 1                                            | 2.67                                              | 2.56 million                                      | Copper                                                                     | กรุงสยาม (Kingdom of Siam) Monogram of Rama V รัชกาลที่ ๕ (5th Reign)                                                        | Java Cassia Wreath + โสลด (Solot) ๑๖ (16) อันเฟื้อง (makes a fuang) ๑๒๓๖ (CS 1236) | 1875                                              |
|                                                   |                                                   | At อัฐ                                             | 1/8 fueang, 1/64 baht                             | 25 × 1                                            | 5.58                                              | 15.3 million                                      | Copper                                                                     | กรุงสยาม (Kingdom of Siam) Monogram of Rama V รัชกาลที่ ๕ (5th Reign)                                                        | Java Cassia Wreath + อัฐ (At) ๘ (8) อันเฟื้อง (makes a fuang) ๑๒๓๖ (CS 1236)        | 1875                                              |
|                                                   |                                                   | Siao เสี้ยว                                         | 1/4 fueang, 1/32 baht                             | 30.5 × 2                                          | 11.14                                             | 10.2 million                                      | Copper                                                                     | กรุงสยาม (Kingdom of Siam) Monogram of Rama V รัชกาลที่ ๕ (5th Reign)                                                        | Java Cassia Wreath + เสี้ยว (Siao) ๔ (4) อันเฟื้อง (makes a fuang) ๑๒๓๖ (CS 1236)    | 1875                                              |
|                                                   |                                                   | Sik ซีก                                            | 1/2 fueang, 1/16 baht                             | 38.5 × 2.5                                        | 22.57                                             | unknown                                           | Copper                                                                     | กรุงสยาม (Kingdom of Siam) Monogram of Rama V รัชกาลที่ ๕ (5th Reign)                                                        | Java Cassia Wreath + สิ้ก (Sik) ๒ (2) อันเฟื้อง (makes a fuang) ๑๒๓๘ (CS 1238)       | 1875                                              |
|                                                   |                                                   | Fueang เฟื้อง                                       | 1 fueang, 1/8 baht                                | 16 × 0.5                                          | 1.87                                              | unknown                                           | Gold 0.997                                                                 | Rama V's Portrait + สมเด็จพระปรมินทรมหาจุฬาลงกรณ์ (His Majesty King Chulalongkorn) พระจุลจอมเกล้าเจ้าอยู่หัว (King Chula Chomklao) | Siamese State Seal + กรุงสยาม (Siam) รัชกาลที่๕ (5th Reign) เฟื้องหนึ่ง (1 fueang)      | 1876-1910                                         |
| unknown                                           | ๑๒๐ (RS. 120)                                     | Fueang เฟื้อง                                       | 1 fueang, 1/8 baht                                | 16 × 0.5                                          | 1.87                                              |                                                   | Gold 0.997                                                                 | Rama V's Portrait + สมเด็จพระปรมินทรมหาจุฬาลงกรณ์ (His Majesty King Chulalongkorn) พระจุลจอมเกล้าเจ้าอยู่หัว (King Chula Chomklao) |                                                                                 | 1876-1910                                         |
|                                                   | 16 × 0.9                                          | Fueang เฟื้อง                                       | 1 fueang, 1/8 baht                                | 1.95                                              | 7.41 million                                      | Silver 0.900                                      | Siamese State Seal + กรุงสยาม (Siam) รัชกาลที่๕ (5th Reign) เฟื้องหนึ่ง (1 fueang) | Rama V's Portrait + สมเด็จพระปรมินทรมหาจุฬาลงกรณ์ (His Majesty King Chulalongkorn) พระจุลจอมเกล้าเจ้าอยู่หัว (King Chula Chomklao) | 1875                                                                            |                                                   |
| 3.8 million (dated)                               | 16 × 0.9                                          | Fueang เฟื้อง                                       | 1 fueang, 1/8 baht                                | 1.95                                              | ๑๒๐ (RS. 120)                                     | Silver 0.900                                      | 1901-1908                                                                  | Rama V's Portrait + สมเด็จพระปรมินทรมหาจุฬาลงกรณ์ (His Majesty King Chulalongkorn) พระจุลจอมเกล้าเจ้าอยู่หัว (King Chula Chomklao) |                                                                                 |                                                   |
|                                                   |                                                   | Salueng สลึง                                       | 1/16 tamlueng, 1/4 baht                           | 20.5 × 1.0                                        | 3.75                                              | 6.08 million                                      | Silver 0.900                                                               | Rama V's Portrait + สมเด็จพระปรมินทรมหาจุฬาลงกรณ์ (His Majesty King Chulalongkorn) พระจุลจอมเกล้าเจ้าอยู่หัว (King Chulalongkorn)  | Siamese State Seal + กรุงสยาม (Siam) รัชกาลที่๕ (5th Reign) สลึงหนึ่ง (1 salueng)      | 1875                                              |
|                                                   | 2.46 million (dated)                              | Salueng สลึง                                       | 1/16 tamlueng, 1/4 baht                           | 20.5 × 1.0                                        | 3.75                                              | ๑๒๐ (RS. 120)                                     | Silver 0.900                                                               | Rama V's Portrait + สมเด็จพระปรมินทรมหาจุฬาลงกรณ์ (His Majesty King Chulalongkorn) พระจุลจอมเกล้าเจ้าอยู่หัว (King Chulalongkorn)  | 1901-1908                                                                       |                                                   |
|                                                   |                                                   | Baht บาท                                          | 1/4 tamlueng, 1 baht                              | 31 × 2.0                                          | 15.1                                              | 68.5 million                                      | Silver 0.900                                                               | Rama V's Portrait + สมเด็จพระปรมินทรมหาจุฬาลงกรณ์ (His Majesty King Chulalongkorn) พระจุลจอมเกล้าเจ้าอยู่หัว (King Chulalongkorn)  | Siamese State Seal + กรุงสยาม (Siam) รัชกาลที่๕ (5th Reign) บาทหนึ่ง (1 baht)         | 1875                                              |
|                                                   | 59.1 million (dated)                              | Baht บาท                                          | 1/4 tamlueng, 1 baht                              | 31 × 2.0                                          | 15.1                                              | ๑๒๐ (RS. 120)                                     | Silver 0.900                                                               | Rama V's Portrait + สมเด็จพระปรมินทรมหาจุฬาลงกรณ์ (His Majesty King Chulalongkorn) พระจุลจอมเกล้าเจ้าอยู่หัว (King Chulalongkorn)  | 1901-1908                                                                       |                                                   |

#### العدد 5 – 1888
كانت هذه مشكلة بسيطة، حيث حدثت تصميمات الطوائف الأقل لتشمل الأجزاء الثلاثة درع في التصميم. صُنعت هذه العملة النحاسية لتحل محل الإصدارات السابقة، وسُكّت في إنجلترا، مع إنتاج إضافي من قِبل دار سك العملة الملكية في تايلاند. في هذا الإصدار، اختلف محاذاة سك العملة بناءً على مكان سكها. هذا يعني أنه في هذه السلسلة تحديدًا، سيُظهر المحاذاة أي دار سك سُكّت فيها العملة. على سبيل المثال، في هذه السلسلة، كانت هناك أربع دور سك ساهمت في سك العملة: دار سك العملة الملكية البلجيكية، ودار سك العملة في بانكوك، ودار سك العملة في هيتون وأبناؤه (دار سك العملة في برمنغهام)، ودار سك العملة في هامبورغ. بالنسبة لعملة 1 سولوت، سُكّت العملة في عام 109 روبية. كانت محاذية الميدالية و سكت في دار سك العملة في برمنغهام، ولكن سكت عملات RS 118 في هامبورغ وكان لها محاذاة العملات.
| الإصدار الخامس من العملات (راما الخامس) [ سلسلة سيام ديفاديراج ] | الإصدار الخامس من العملات (راما الخامس) [ سلسلة سيام ديفاديراج ] | الإصدار الخامس من العملات (راما الخامس) [ سلسلة سيام ديفاديراج ] | الإصدار الخامس من العملات (راما الخامس) [ سلسلة سيام ديفاديراج ] | الإصدار الخامس من العملات (راما الخامس) [ سلسلة سيام ديفاديراج ] | الإصدار الخامس من العملات (راما الخامس) [ سلسلة سيام ديفاديراج ] | الإصدار الخامس من العملات (راما الخامس) [ سلسلة سيام ديفاديراج ] | الإصدار الخامس من العملات (راما الخامس) [ سلسلة سيام ديفاديراج ]                                 | الإصدار الخامس من العملات (راما الخامس) [ سلسلة سيام ديفاديراج ] | الإصدار الخامس من العملات (راما الخامس) [ سلسلة سيام ديفاديراج ] |
| صورة                                                             | صورة                                                             | قيمة                                                             | قيمة                                                             | أبعاد (مم)                                                       | وزن (ز)                                                          | تعبير                                                            | النقش والوصف                                                                                     | النقش والوصف                                                     | تاريخ الإصدار                                                    |
| وجه العملة                                                       | يعكس                                                             | اسم                                                              | قيمة العملة                                                      | أبعاد (مم)                                                       | وزن (ز)                                                          | تعبير                                                            | وجه العملة                                                                                       | يعكس                                                             | تاريخ الإصدار                                                    |
| ---------------------------------------------------------------- | ---------------------------------------------------------------- | ---------------------------------------------------------------- | ---------------------------------------------------------------- | ---------------------------------------------------------------- | ---------------------------------------------------------------- | ---------------------------------------------------------------- | ------------------------------------------------------------------------------------------------ | ---------------------------------------------------------------- | ---------------------------------------------------------------- |
|                                                                  |                                                                  | سولوت โสฬส                                                       | 1/16 فوينغ، 1/128 بات                                            | 19 × 2                                                           | 2.8                                                              | نحاس                                                             | صورة راما الخامس + จุาลงกณ์ ป.ร. (تشولالونغكورن ريكس) مغامرة رائعة (الملك تشولا تشومكلاو ملك سيام) | صورة الإله الحارس لسيام ‏ + فينيكس (1 مفرد) ๑๑๘ (RS 118)          | 1887                                                             |
|                                                                  |                                                                  | في อัฐ                                                            | 1/8 فوانغ، 1/64 بات                                              | 24 × 2                                                           | 5.8                                                              | نحاس                                                             | صورة راما الخامس + จุาลงกณ์ ป.ร. (تشولالونغكورن ريكس) مغامرة رائعة (الملك تشولا تشومكلاو ملك سيام) | صورة الإله الحارس لسيام ‏ + نينجا (1 في) ๑๒๒ (RS 122)             | 1888                                                             |
|                                                                  |                                                                  | سياو เสี้ยว                                                        | 1/4 فوانغ، 1/32 بات                                              | 30 × 2                                                           | 11.3                                                             | نحاس                                                             | صورة راما الخامس + จุาลงกณ์ ป.ร. (تشولالونغكورن ريكس) مغامرة رائعة (الملك تشولا تشومكلاو ملك سيام) | صورة الإله الحارس لسيام ‏ + فينيسيا سياتو (1 صيام) ๑๒๒ (RS 122)   | 1888                                                             |

### العملات العشرية
ظهرت العشرية للبات التايلاندي في نهاية القرن التاسع عشر. اقترح وزير الخزانة، جايانتا مونجكول، الأمير ماهيسارا راجا هارودايا ‏، على الملك راما الخامس، أن العشرية ستجعل العد أسهل وتزيد من تحديث سيام. في البداية، ستكون هناك وحدة عظمى واحدة، تشانغ، ووحدة فرعية واحدة. مع وجود البات في المنتصف. باختصار، 64 في = 1 باهت = 1/80 تشانغ. في الواقع، كان هذا مجرد تبسيط للنظام القديم، الذي إلغي. حيث عادت سيام إلى النظام القديم خلال الفترة من 1902 إلى 1908. على الرغم من أنه بالمقارنة، تستخدم at كوحدة فرعية في لاوس، مقارنةً بالساتانغ في البات التايلاندي. جاءت المحاولة الثانية في نهاية عهد راما الخامس، حيث قبلت على نطاق واسع ووضعها موضع الاستخدام الفعال.
في عام 1897، قدمت أول عملات معدنية مقومة بالساتانج، وهي النيكل النحاسي 21⁄2، 5، 10، و20 ساتانغ. مع ذلك، سُكّت عملات من فئة سولوت واحد، و1، و2 آت حتى عام 1905، وسُكّت عملات من فئة فوانغ واحد حتى عام 1910. في عام 1908، طُرحت عملات ساتانغ مثقوبة من فئة 1، 5، و10 ساتانغ، حيث صُنعت فئة ساتانغ واحد من البرونز، وفئة 5 و10 ساتانغ من النيكل. استُبدلت عملات سالونغ واحد و2 بعملات من فئة 25 و50 ساتانغ في عام 1915. في عام 1937، صُنعت عملات برونزية من فئة 1⁄2 ساتانغ.
في عام 1941، طُرحت سلسلة من العملات الفضية بفئات 5 و10 و20 ساتانغ، وذلك بسبب نقص النيكل الناجم عن الحرب العالمية الثانية. وفي العام التالي، طُرحت عملات قصديرية بفئات 1 و5 و10 ساتانغ، تلتها 20 ساتانغ في عام 1945، و25 و50 ساتانغ في عام 1946. وفي عام 1950، طُرحت عملات برونزية من الألومنيوم بفئات 5 و10 و25 و50 ساتانغ. وفي عام 1957، طُرحت عملات برونزية بفئات 5 و10 ساتانغ، بالإضافة إلى عملات من فئة 1 بات، صُكّت من سبيكة فريدة من النحاس والنيكل والفضة والزنك. وقد صدرت العديد من العملات التايلاندية لسنوات عديدة دون تغيير تاريخ إصدارها. تشمل هذه العملات عملات القصدير فئة 1 ساتانغ من عام 1942، وعملات القصدير فئة 5 و10 ساتانغ من عام 1950، والتي سُكّت حتى عام 1973، وعملات القصدير فئة 25 ساتانغ من عام 1946، والتي سُكّت حتى عام 1964، وعملات القصدير فئة 50 ساتانغ من عام 1957، وعملات البرونز الألومنيوم فئة 5 و10 و25 و50 ساتانغ من عام 1957، والتي سُكّت حتى سبعينيات القرن العشرين. طُرحت عملات النحاس النيكل فئة 1 باهت عام 1962، وسُكّت دون تغيير في التاريخ حتى عام 1982.
في عام 1972، طُرحت عملات نحاسية من فئة 5 بات، ثم تحولت إلى عملات نحاسية مطلية بالنيكل عام 1977. بين عامي 1986 و1988، طُرحت عملات جديدة، تتكون من ألومنيوم 1 و5 و10 ساتانغ، وألومنيوم برونز 25 و50 ساتانغ، ونيكل نحاسي واحد، ونحاس مطلي بالنيكل 5 باهت، وثنائي المعدن 10 بات. طُرحت عملات فولاذية مطلية بالنيكل 2 بات عام 2005.

#### العدد 6 – 1897 (انتقالي)
كان النظام النقدي القديم في سيام قائمًا على نظام ثنائي أثبت صعوبته في المحاسبة. تألف هذا النظام في البداية من ثلاث وحدات رئيسية للعملة: تشانغ، وبات، وأت. في ظل هذا النظام، كان هناك 64 أتًا مقابل بات واحد، و80 أتًا مقابل كل بات.
بات إلى تشانغ واحد. على الرغم من انتشاره، إلا أن تعقيده جعل إدارته وحسابه صعبًا.
إدراكًا لعدم الكفاءة، اقترح وزير الخزانة على الملك راما الخامس اعتماد النظام النقدي في سيام بالنظام العشري. وكان الهدف من الاقتراح تحديث النظام النقدي ومواءمته مع الأنظمة العشرية التي اعتمدتها الدول الأخرى بشكل متزايد في ذلك الوقت. ووافق الملك راما الخامس على التحول إلى عملة تعتمد على النظام العشري، مما بسّط العمليات المحاسبية.
واجه التحول إلى نظام العملة العشرية العديد من التحديات حتى قبل إصدار العملات الجديدة. والجدير بالذكر أن كلمة "Anachak" ( าณาจักร) كتبت بشكل خاطئ في البداية على أنها "antachak"، مما أثار الجدل. تدخل الملك راما الخامس وأصر على أن الصياغة الأكثر دقة يجب أن تكون "Siam Ratcha-Anachak" (สยามราช าณาจักร؛ مملكة سيام).
رغم الحماس الأولي للنظام العشري، لم تحظَ العملات الجديدة بشعبية كبيرة بين الناس. لم يكن الكثيرون على دراية بالنظام العشري، وفضّلوا العملة التقليدية. ونتيجةً لذلك، اختفت العملات الجديدة من التداول بسرعة، مما أجبر الحكومة على مواصلة إصدار العملات المعدنية بالنظام القديم.
استمر إنتاج العملات المعدنية من النظام القديم حتى إصدار العملة المعدنية 127 روبية / BE 2451 / AD 1907. وفي النهاية، أُلغيت العملات المعدنية التي سبقت النظام العشري والعملات المعدنية العشرية المبكرة في 17 مايو 128 روبية / BE 2452 / AD 1909. ومُنح المواطنون فترة سماح لاستبدال العملات المعدنية التي أُلغيت بالعملة العشرية الجديدة، مع تحديد الموعد النهائي في 16 مايو 128 روبية / BE 2452 / AD 1910.
يتجلى هذا التحول التدريجي في حقيقة أن العملات المعدنية بعد التحول غالبًا ما كانت تتحول بين ثلاثة أنظمة تقويمية، وهي نظام CS (Chulasakarat)، ونظام RS (Rattanakosin Sok)، ونظام BE (العصر البوذي / Phutthasakarat).
| عملات الإصدار السادس (راما الخامس) [ سلسلة سيام أناشاك ] | عملات الإصدار السادس (راما الخامس) [ سلسلة سيام أناشاك ] | عملات الإصدار السادس (راما الخامس) [ سلسلة سيام أناشاك ] | عملات الإصدار السادس (راما الخامس) [ سلسلة سيام أناشاك ] | عملات الإصدار السادس (راما الخامس) [ سلسلة سيام أناشاك ] | عملات الإصدار السادس (راما الخامس) [ سلسلة سيام أناشاك ] | عملات الإصدار السادس (راما الخامس) [ سلسلة سيام أناشاك ] | عملات الإصدار السادس (راما الخامس) [ سلسلة سيام أناشاك ] | عملات الإصدار السادس (راما الخامس) [ سلسلة سيام أناشاك ]                  | عملات الإصدار السادس (راما الخامس) [ سلسلة سيام أناشاك ] | عملات الإصدار السادس (راما الخامس) [ سلسلة سيام أناشاك ] |
| صورة                                                     | صورة                                                     | قيمة                                                     | قيمة                                                     | أبعاد (مم)                                               | وزن (ز)                                                  | ضرب النقود                                               | التركيب                                                  | النقش والوصف                                                              | النقش والوصف                                             | تاريخ الإصدار                                            |
| وجه العملة                                               | العكس                                                    | اسم                                                      | قيمة العملة                                              | أبعاد (مم)                                               | وزن (ز)                                                  | ضرب النقود                                               | التركيب                                                  | وجه العملة                                                                | العكس                                                    | تاريخ الإصدار                                            |
| -------------------------------------------------------- | -------------------------------------------------------- | -------------------------------------------------------- | -------------------------------------------------------- | -------------------------------------------------------- | -------------------------------------------------------- | -------------------------------------------------------- | -------------------------------------------------------- | ------------------------------------------------------------------------- | -------------------------------------------------------- | -------------------------------------------------------- |
|                                                          |                                                          | 2.5 ساتانغ                                               | 0.025 بات                                                | 16 × 1.0                                                 | 2.06                                                     | 3.12 مليون                                               | نحاس نيكل                                                | إيراوان (إيرافاتا) صورة في إكليل + شكرا جزيلا (مملكة سيام) ศก๑๑๖ (RS 116) | سكوكر (اثنان ونصف ساتانغ) ๒ (2) ๑/๒ (1/2)                | 1897                                                     |
|                                                          |                                                          | 5 ساتانغ                                                 | 0.05 بات                                                 | 20 × 1.0                                                 | 3.02                                                     | 3.81 مليون                                               | نحاس نيكل                                                | إيراوان (إيرافاتا) صورة في إكليل + شكرا جزيلا (مملكة سيام) ศก๑๑๖ (RS 116) | ห้าสตางค์ (خمسة ساتانغ) ๕ (5)                              | 1897                                                     |
|                                                          |                                                          | 10 ساتانغ                                                | 0.10 بات                                                 | 22 × 1.0                                                 | 4.00                                                     | 5.08 مليون                                               | نحاس نيكل                                                | إيراوان (إيرافاتا) صورة في إكليل + شكرا جزيلا (مملكة سيام) ศก๑๑๖ (RS 116) | สิบสตางค์ (عشرة ساتانغ) ๑๐ (10)                            | 1897                                                     |
|                                                          |                                                          | 20 ساتانغ                                                | 0.20 بات                                                 | 25 × 1.5                                                 | 6.57                                                     | 5.08 مليون                                               | نحاس نيكل                                                | إيراوان (إيرافاتا) صورة في إكليل + شكرا جزيلا (مملكة سيام) ศก๑๑๖ (RS 116) | بيستك (عشرون ساتانغ) ๒๐ (20)                             | 1897                                                     |

#### العدد 7، 8، 9 – 1908، 1913، 1929، 1939
في عام 1908، كلفت الحكومة السيامية دار سك النقود "مونيه دو باريس" بإصدار سلسلة جديدة من العملات المعدنية لراما الخامس. نقش هذه العملات أ. باتي، وأصبحت من أكثر العملات المعدنية رواجًا بين هواة جمع العملات اليوم، على الرغم من مشاكل التزوير الكبيرة التي واجهتها. تأخر شحن العملات المعدنية، فتم شحنها إلى سيام في وقت قريب من وفاة راما الخامس، ولذلك لم تُطرح للتداول. لذا، رأت دار السك تعديل التصاميم لتصوير راما السادس.
أُنتجت جميع هذه العملات في الخارج، وتتميز بتغييرات في تنسيق السنة واختلافات في التصميم مع مرور الوقت. أُنتجت العملات في البداية بنظام السنة RS، ثم انتقلت إلى نظام BE بدءًا من عام 1913 فصاعدًا. استُبدلت عملات الباهت الواحد بأوراق نقدية بدءًا من عام 1918 نظرًا لارتفاع تكلفة الفضة. شهدت عملات 2 سالونغ و1 سالونغ تغيرات في تركيب المعدن بسبب تقلب أسعار الفضة خلال الحرب العالمية الأولى، وقد طرأت عليها اختلافات طفيفة في التصميم بناءً على هذه التغييرات.
أثناء الإصدار، كانت هناك أيضًا تخفيضات مختلفة في محتوى الفضة في هذه العملات. في البداية، كان التكوين 80٪ فضة و 20٪ نحاس. في عام 1918، خلال الحرب العالمية الأولى، ارتفعت أسعار الفضة، مما أدى إلى تغيير في التكوين إلى 65٪ فضة و 35٪ نحاس. في عام 1919، انخفضت نسبة الفضة أكثر إلى 50٪ فضة و 50٪ نحاس. بعد الحرب، في عام 1919، عاد التكوين إلى 65٪ فضة و 35٪ نحاس. في عام 1917، ارتفع سعر الفضة وتجاوز القيمة الاسمية للعملات الفضية. ثم صهرت العملات وبيعت. حلت الحكومة هذه المشكلة عن طريق تغيير عملة الفضة الخالصة إلى سبيكة. في النهاية، منع فاجيرافوده تصدير العملات السيامية. في عام 1918، إلغي استخدام عملات 1 باهت و قدمت الأوراق النقدية من فئة 1 بات. استدعيت العملات المعدنية والاحتفاظ بها كاحتياطي وطني.
مع اقتراب نهاية هذا الإصدار من العملات، اكتمل التحول إلى النظام العشري. صُنعت عملة راما السابع بفئتين، 50 ساتانغ و25 ساتانغ، وكانت بمثابة انتقال من نظام العملة القديم "สองสลึง" (سالونغان) و"หนึ่งสลึง" (سالونغ واحد) إلى النظام الجديد الذي يستخدم ساتانغ كوحدة نقدية. مع ذلك، لا يزال الناس اليوم يشيرون إلى هذه الفئات باستخدام المصطلحات القديمة.
| الإصدار 7 عملات معدنية (راما الخامس، السادس، السابع، الثامن) | الإصدار 7 عملات معدنية (راما الخامس، السادس، السابع، الثامن) | الإصدار 7 عملات معدنية (راما الخامس، السادس، السابع، الثامن) | الإصدار 7 عملات معدنية (راما الخامس، السادس، السابع، الثامن) | الإصدار 7 عملات معدنية (راما الخامس، السادس، السابع، الثامن) | الإصدار 7 عملات معدنية (راما الخامس، السادس، السابع، الثامن) | الإصدار 7 عملات معدنية (راما الخامس، السادس، السابع، الثامن)                      | الإصدار 7 عملات معدنية (راما الخامس، السادس، السابع، الثامن)                                                            | الإصدار 7 عملات معدنية (راما الخامس، السادس، السابع، الثامن)                                                   | الإصدار 7 عملات معدنية (راما الخامس، السادس، السابع، الثامن) |
| الصورة                                                       | الصورة                                                       | القيمة                                                       | الابعاد (مم)                                                 | الوزن (غم)                                                   | سك النقود                                                    | التركيب                                                                           | النقش والوصف | النقش والوصف                                                                                                   | تاريخ الإصدار                                                |
| وجه العملة                                                   | العكس                                                        | القيمة                                                       | الابعاد (مم)                                                 | الوزن (غم)                                                   | سك النقود                                                    | التركيب                                                                           | وجه العملة | العكس | تاريخ الإصدار                                                |
| ------------------------------------------------------------ | ------------------------------------------------------------ | ------------------------------------------------------------ | ------------------------------------------------------------ | ------------------------------------------------------------ | ------------------------------------------------------------ | --------------------------------------------------------------------------------- | --- | --- | ------------------------------------------------------------ |
|                                                              |                                                              | 1 satang                                                     | 22.5 × 1                                                     | 5                                                            | ~ 200 million                                                | Bronze-copper-zinc                                                                | Chakra + พ.ศ. ๒๔๗๐ (B.E. 2470)                                                                                          | Unalom Symbol + สยามรัฐ ๑ สตางค์ (Siamese State 1 satang)                                                        | 1908                                                         |
| ~ 23 million                                                 | Unalom Symbol + รัฐบารไทย ๑ สตางค์ (Thai Government 1 satang)  | 1 satang                                                     | 22.5 × 1                                                     | 5                                                            | 1939                                                         | Bronze-copper-zinc                                                                | Chakra + พ.ศ. ๒๔๗๐ (B.E. 2470)                                                                                          | |                                                              |
|                                                              |                                                              | 5 satang                                                     | 17.5 × 1                                                     | 2                                                            | ~ 100 million                                                | Nickel                                                                            | Chakra + พ.ศ. ๒๔๗๐ (B.E. 2470)                                                                                          | Unalom Symbol + สยามรัฐ ๕ สตางค์ (Siamese State 5 satang)                                                        | 1908                                                         |
|                                                              |                                                              | 10 satang                                                    | 20 × 1                                                       | 3.5                                                          | ~ 100 million                                                | Nickel                                                                            | Chakra + พ.ศ. ๒๔๗๐ (B.E. 2470)                                                                                          | Unalom Symbol + สยามรัฐ ๑๐ สตางค์ (Siamese State 10 satang)                                                      | 1908                                                         |
|                                                              |                                                              | 50 satang                                                    | 25 × 1                                                       | 7.68                                                         | unknown                                                      | Silver 0.900                                                                      | Rama V's Portrait + สมเด็จพระปรมินทรมหาจุฬาลงกรณ์ (His Majesty King Chulalongkorn) พระจุลจอมเกล้าเจ้าอยู่หัว (King Chulalongkorn) | Siamese State Seal + กรุงสยาม (Siam) รัชกาลที่๕ (5th Reign) ๕๐ สตางค์ (50 satang)                                   | 1908                                                         |
|                                                              |                                                              | 25 satang                                                    | 20 × 1.3                                                     | 3.75                                                         | unknown                                                      | Silver 0.900                                                                      | Rama V's Portrait + จุฬาลงกรณ์ สยามินทร์ (Chulalongkorn, Lord of Siam)                                                      | Erawan (Airavata) Portrait + สยามรัฐ ร.ศ.๑๒๘ (Siamese State RS 128) ๔๒ (42nd year of reign) หนึ่ง สลึง (1 salueng) | 1909                                                         |
|                                                              |                                                              | 50 satang                                                    | 25.3 × 1.3                                                   | 7.5                                                          | unknown                                                      | Silver 0.900                                                                      | Rama V's Portrait + จุฬาลงกรณ์ สยามินทร์ (Chulalongkorn, Lord of Siam)                                                      | Erawan (Airavata) Portrait + สยามรัฐ ร.ศ.๑๒๘ (Siamese State RS 128) ๔๒ (42nd year of reign) สอง สลึง (2 salueng) | 1909                                                         |
|                                                              |                                                              | 1 baht                                                       | 30 × 3                                                       | 16                                                           | unknown                                                      | Silver 0.900                                                                      | Rama V's Portrait + จุฬาลงกรณ์ สยามินทร์ (Chulalongkorn, Lord of Siam)                                                      | Erawan (Airavata) Portrait + สยามรัฐ ร.ศ.๑๒๗ (Siamese State RS 127) ๔๑ (41st year of reign) หนึ่ง บาท (1 baht)    | 1908                                                         |
| عملات الإصدار الثامن (راما السادس) [سلسلة إيراوان]           |                                                              |                                                              |                                                              |                                                              |                                                              |                                                                                   | | |                                                              |
|                                                              |                                                              | 25 satang                                                    | 20 × 1.3                                                     | 3.75                                                         | ~ 18 million                                                 | Silver 0.800 1915 Silver 0.650 1916-1918 Silver 0.500 1919 Silver 0.650 1920-1925 | Rama VI's Portrait + วชิราวุธ สยามินทร์ (Vajiravud Lord of Siam)                                                            | Erawan (Airavata) Portrait + สยามรัฐ ๒๔๖๘ (Siamese State BE 2468) หนึ่ง สลึง (1 salueng)                           | 1913                                                         |
|                                                              |                                                              | 50 satang                                                    | 25.3 × 1.3                                                   | 7.5                                                          | ~ 15 million                                                 | Silver 0.800 1915 Silver 0.650 1916-1918 Silver 0.500 1919 Silver 0.650 1920-1921 | Rama VI's Portrait + วชิราวุธ สยามินทร์ (Vajiravud Lord of Siam)                                                            | Erawan (Airavata) Portrait + สยามรัฐ ๒๔๕๘ (Siamese State BE 2458) สอง สลึง (2 salueng)                           | 1913                                                         |
|                                                              |                                                              | 1 baht                                                       | 30.5 × 1                                                     | 15                                                           | ~ 37 million                                                 | Silver 0.900                                                                      | Rama VI's Portrait + วชิราวุธ สยามินทร์ (Vajiravud Lord of Siam)                                                            | Erawan (Airavata) Portrait + สยามรัฐ ๒๔๖๐ (Siamese State BE 2460) หนึ่ง บาท (1 baht)                              | 1913                                                         |
| عملات الإصدار التاسع (راما السابع) [سلسلة فيل ريجاليا]       |                                                              |                                                              |                                                              |                                                              |                                                              |                                                                                   | | |                                                              |
|                                                              |                                                              | 25 satang                                                    | 20 × 1.3                                                     | 3.75                                                         | unknown                                                      | Silver 0.650                                                                      | Rama VII's Portrait + ประชาธิปก สยามินทร์ (Prajadipok, Lord of Siam)                                                       | Elephant in Regalia + สยามรัฐ ๒๔๗๒ (Siamese State BE 2472) หนึ่ง สลึง (1 salueng)                                  | 1929                                                         |
|                                                              |                                                              | 50 satang                                                    | 25.3 × 1.3                                                   | 7.5                                                          | unknown                                                      | Silver 0.650                                                                      | Rama VII's Portrait + ประชาธิปก สยามินทร์ (Prajadipok, Lord of Siam)                                                       | Elephant in Regalia + สยามรัฐ ๒๔๗๒ (Siamese State BE 2472) สอง สลึง (2 salueng)                                  | 1929                                                         |

#### العدد 10 – 1937، 1941، 1942، 1945
تتميز هذه السلسلة من العملات المعدنية بأنها تفتقر إلى الشعار الملكي وختم الدولة، اللذين كانا شائعين في التصميمات السابقة. تتضمن هذه السلسلة أيضًا فئة 20 ساتانغ؛ وبالتالي في وقت ما، تداولوا 25 ساتانغ و20 ساتانغ في نفس الوقت. قدم نصف ساتانغ في عام 1937 لمعالجة مشكلة وحدات العملة منخفضة القيمة في تايلاند. كانت قيمة 1 ساتانغ تعتبر مرتفعة للغاية بالنسبة لبعض السلع منخفضة السعر، مما تسبب في صعوبات اقتصادية للفقراء. في السابق، كان من الممكن استبدال 1 بات مقابل 128 سولوت، ولكن بعد التحول إلى ساتانغ، أصبح 1 بات يعادل 100 ساتانغ فقط. كان الهدف من تقديم هذه العملة هو تسهيل شراء الناس العاديين للسلع دون عبء الأسعار المتضخمة. إنتجت العملة مرة واحدة فقط وتوقف إنتاجها بعد ذلك بوقت قصير. و سكت في اليابان وأصدرت لأول مرة في 12 يوليو 1937.
في عام 1942، قامت مجموعة من الطوائف بتبديل المادة بسبب تكاليف الحرب العالمية الثانية: فقدت عملة 1 ساتانغ ثقبها في المنتصف وأصبحت أصغر حجمًا.
| عملات الإصدار العاشر (راما الثامن) [سلسلة اللوتس] | عملات الإصدار العاشر (راما الثامن) [سلسلة اللوتس] | عملات الإصدار العاشر (راما الثامن) [سلسلة اللوتس] | عملات الإصدار العاشر (راما الثامن) [سلسلة اللوتس] | عملات الإصدار العاشر (راما الثامن) [سلسلة اللوتس] | عملات الإصدار العاشر (راما الثامن) [سلسلة اللوتس] | عملات الإصدار العاشر (راما الثامن) [سلسلة اللوتس] | عملات الإصدار العاشر (راما الثامن) [سلسلة اللوتس] | عملات الإصدار العاشر (راما الثامن) [سلسلة اللوتس]              | عملات الإصدار العاشر (راما الثامن) [سلسلة اللوتس] |
| الصورة                                            | الصورة                                            | القيمة                                            | الابعاد (مم)                                      | الوزن (غم)                                        | سك النقود                                         | التركيب                                           | النقش والوصف                                      | النقش والوصف                                                   | تاريخ الإصدار                                     |
| وجه العملة                                        | العكس                                             | القيمة                                            | الابعاد (مم)                                      | الوزن (غم)                                        | سك النقود                                         | التركيب                                           | وجه العملة                                        | العكس                                                          | تاريخ الإصدار                                     |
| ------------------------------------------------- | ------------------------------------------------- | ------------------------------------------------- | ------------------------------------------------- | ------------------------------------------------- | ------------------------------------------------- | ------------------------------------------------- | ------------------------------------------------- | -------------------------------------------------------------- | ------------------------------------------------- |
|                                                   |                                                   | 0.5 satang                                        | 19 × 1.3                                          | 1.8                                               | 12.09 million                                     | برونز                                             | Chakra + พ.ศ. ๒๔๘๐ (B.E. 2480)                    | Unalom Symbol + สยามรัฐ ๑/๒ สตางค์ (Siamese State 1/2 satang)    | 1937                                              |
|                                                   |                                                   | 1 satang                                          | 22.5 × 1.3                                        | 3.5                                               | 23.37 million                                     | برونز                                             | Lotus Flower + พ.ศ.๒๔๘๔ (BE 2484)                 | Kranok Pattern + ๑ สต. (1 satang) รัฐบาลไทย (Thai Government)   | 1941                                              |
| 15 × 2                                            | 1.5                                               | 1 satang                                          | 140 million                                       | القصدير                                           | 1942                                              |                                                   | Lotus Flower + พ.ศ.๒๔๘๔ (BE 2484)                 | Kranok Pattern + ๑ สต. (1 satang) รัฐบาลไทย (Thai Government)   |                                                   |
| 15 × 2                                            | 1.5                                               | 1 satang                                          | 11.9 million                                      | القصدير                                           | Arabic Numeral Issue                              | 1944                                              | Lotus Flower + พ.ศ.๒๔๘๔ (BE 2484)                 |                                                                |                                                   |
|                                                   |                                                   | 5 satang                                          | 16.6 × 1.3                                        | 1.5                                               | 1.88 million                                      | فضة0.650                                          | Lotus Flower + พ.ศ.๒๔๘๔ (BE 2484)                 | Kranok Pattern + ๕ สต. (5 satang) รัฐบาลไทย (Thai Government)   | 1941                                              |
| 17.5 × 2                                          | 3                                                 | 5 satang                                          | 2.47 million                                      | القصدير                                           | 1942                                              |                                                   | Lotus Flower + พ.ศ.๒๔๘๔ (BE 2484)                 | Kranok Pattern + ๕ สต. (5 satang) รัฐบาลไทย (Thai Government)   |                                                   |
| 17.5 × 2                                          | 3                                                 | 5 satang                                          | 3.1 million                                       | القصدير                                           | Arabic Numeral Issue                              | 1944                                              | Lotus Flower + พ.ศ.๒๔๘๔ (BE 2484)                 |                                                                |                                                   |
|                                                   |                                                   | 10 satang                                         | 19 × 1.3                                          | 2.5                                               | 3.04 million                                      | فضة0.650                                          | Lotus Flower + พ.ศ.๒๔๘๔ (BE 2484)                 | Kranok Pattern + ๑๐ สต. (10 satang) รัฐบาลไทย (Thai Government) | 1941                                              |
| 20 × 2                                            | 5                                                 | 10 satang                                         | 1.80 million                                      | القصدير                                           | 1942                                              |                                                   | Lotus Flower + พ.ศ.๒๔๘๔ (BE 2484)                 | Kranok Pattern + ๑๐ สต. (10 satang) รัฐบาลไทย (Thai Government) |                                                   |
| 20 × 2                                            | 5                                                 | 10 satang                                         | 6.59 million                                      | القصدير                                           | Arabic Numeral Issue                              | 1944                                              | Lotus Flower + พ.ศ.๒๔๘๔ (BE 2484)                 |                                                                |                                                   |
|                                                   |                                                   | 20 satang                                         | 22 × 1.3                                          | 3                                                 | 0.75 million                                      | فضة0.650                                          | Lotus Flower + พ.ศ.๒๔๘๕ (BE 2485)                 | Kranok Pattern + ๑๐ สต. (20 satang) รัฐบาลไทย (Thai Government) | 1942                                              |
| 22 × 2                                            | 6                                                 | 20 satang                                         | 4.65 million                                      | القصدير                                           | 1945                                              |                                                   | Lotus Flower + พ.ศ.๒๔๘๕ (BE 2485)                 | Kranok Pattern + ๑๐ สต. (20 satang) รัฐบาลไทย (Thai Government) |                                                   |
| 22 × 2                                            | 6                                                 | 20 satang                                         | 4.65 million                                      | القصدير                                           |                                                   |                                                   | Lotus Flower + พ.ศ.๒๔๘๕ (BE 2485)                 |                                                                |                                                   |

#### العدد 11 – 1946
كانت هذه أول سلسلة تُسك في عهد الملك أناندا ماهيدول (راما الثامن)، وقد مثّلت عودة الرموز الوطنية، مثل شعار جارودا، الذي استُخدم كختم وطني منذ فترة أيوثايا. صُمم هذا الشعار خلال أصبح ختم الملك شولالونغكورن (راما الخامس) ختمًا وطنيًا يُستخدم بشكل دائم، متجنبًا الحاجة إلى ختم جديد مع كل عهد. هناك نسختان من هذه السلسلة سُكتا في العام نفسه: صورة الشاب وصورة المراهق.
بعد الحرب العالمية الثانية، أصدرت الحكومة تعليماتها لدار سك العملة ببدء إنتاج عملات معدنية تصور راما الثامن، حيث كانت تسك عملات معدنية لا تحمل صورة ملكية قبل ذلك. صُنعت هذه العملات المعدنية من القصدير الخالص. صُنعت هذه العملات المعدنية من قصدير منخفض الجودة بشكل خاص. أثناء التداول، تعرض الكثير من العملات المعدنية من هذه السلسلة للتلف أو الضياع أو أصبحت غير صالحة للاستخدام. ومع ذلك، بعد وفاة راما الثامن، استمرت دار السك في إنتاج هذه السلسلة من العملات المعدنية حتى دفن راما الثامن، وهو تقليد شوهد في أحدث سلسلة من العملات المعدنية حيث لم تقدم سلسلة جديدة إلا بعد التتويج. وبالتالي، استُخدمت هذه السلسلة من العملات المعدنية لمدة 4 سنوات بعد وفاة الملك أناندا ماهيدول (راما الثامن).
على الرغم من عدم وجود عملة متداولة من فئة بات واحد ‏ في هذه السلسلة، فقد أُنتجت نسخة تجريبية منها، لكنها لم تُطرح للتداول. كان قطر العملة 30.5 ملم، ومصنوعة من القصدير. للإشارة، هذا هو حجم عملة فئة 5 بات حتى الإصدار السادس عشر، أو آخر سلسلة عملات راما 9.
| عملات الإصدار 11 (راما الثامن) [سلسلة جارودا] | عملات الإصدار 11 (راما الثامن) [سلسلة جارودا] | عملات الإصدار 11 (راما الثامن) [سلسلة جارودا] | عملات الإصدار 11 (راما الثامن) [سلسلة جارودا] | عملات الإصدار 11 (راما الثامن) [سلسلة جارودا] | عملات الإصدار 11 (راما الثامن) [سلسلة جارودا] | عملات الإصدار 11 (راما الثامن) [سلسلة جارودا] | عملات الإصدار 11 (راما الثامن) [سلسلة جارودا] | عملات الإصدار 11 (راما الثامن) [سلسلة جارودا]                          | عملات الإصدار 11 (راما الثامن) [سلسلة جارودا]                             | عملات الإصدار 11 (راما الثامن) [سلسلة جارودا] |
| الصورة                                        | الصورة                                        | الصورة                                        | القيمة                                        | الابعاد (مم)                                  | الوزن (غم)                                    | سك النقود (إصدار الشباب والمراهقين)           | التركيب                                       | النقش والوصف                                                           | النقش والوصف                                                              | تاريخ الإصدار                                 |
| صورة شابة                                     | صورة في سن المراهقة                           | العكس                                         | القيمة                                        | الابعاد (مم)                                  | الوزن (غم)                                    | سك النقود (إصدار الشباب والمراهقين)           | التركيب                                       | وجه العملة                                                             | العكس                                                                     | تاريخ الإصدار                                 |
| --------------------------------------------- | --------------------------------------------- | --------------------------------------------- | --------------------------------------------- | --------------------------------------------- | --------------------------------------------- | --------------------------------------------- | --------------------------------------------- | ---------------------------------------------------------------------- | ------------------------------------------------------------------------- | --------------------------------------------- |
|                                               |                                               |                                               | 5 satang                                      | 15 × 1.3                                      | 1.3                                           | 28.6 million                                  | القصدير                                       | Rama VIII's Portrait + อานันทมหิดล (Ananda Mahidol) รัชกาลที่ ๘ (8th Reign) | Garuda + รัฐบาลไทย (Thai Government) ๕ สต. (5 satang) พ.ศ.๒๔๘๙ (BE 2489)   | 1946                                          |
|                                               |                                               |                                               | 10 satang                                     | 17.7 × 1.3                                    | 1.8                                           | 53.5 million                                  | القصدير                                       | Rama VIII's Portrait + อานันทมหิดล (Ananda Mahidol) รัชกาลที่ ๘ (8th Reign) | Garuda + รัฐบาลไทย (Thai Government) ๑๐ สต. (10 satang) พ.ศ.๒๔๘๙ (BE 2489) | 1946                                          |
|                                               |                                               |                                               | 25 satang                                     | 21 × 1.5                                      | 2.8                                           | 235 million                                   | القصدير                                       | Rama VIII's Portrait + อานันทมหิดล (Ananda Mahidol) รัชกาลที่ ๘ (8th Reign) | Garuda + รัฐบาลไทย (Thai Government) ๒๕ สต. (25 satang) พ.ศ.๒๔๘๙ (BE 2489) | 1946                                          |
|                                               |                                               |                                               | 50 satang                                     | 25.5 × 1.5                                    | 5                                             | 19.7 million                                  | القصدير                                       | Rama VIII's Portrait + อานันทมหิดล (Ananda Mahidol) รัชกาลที่ ๘ (8th Reign) | Garuda + รัฐบาลไทย (Thai Government) ๕๐ สต. (50 satang) พ.ศ.๒๔๘๙ (BE 2489) | 1946                                          |

#### العدد 12 – 1950
| عملات الإصدار 12 (راما التاسع) [سلسلة راية الدولة] | عملات الإصدار 12 (راما التاسع) [سلسلة راية الدولة] | عملات الإصدار 12 (راما التاسع) [سلسلة راية الدولة] | عملات الإصدار 12 (راما التاسع) [سلسلة راية الدولة] | عملات الإصدار 12 (راما التاسع) [سلسلة راية الدولة] | عملات الإصدار 12 (راما التاسع) [سلسلة راية الدولة] | عملات الإصدار 12 (راما التاسع) [سلسلة راية الدولة] | عملات الإصدار 12 (راما التاسع) [سلسلة راية الدولة]    | عملات الإصدار 12 (راما التاسع) [سلسلة راية الدولة]               | عملات الإصدار 12 (راما التاسع) [سلسلة راية الدولة] |
| الصورة                                             | الصورة                                             | القيمة                                             | الابعاد (مم)                                       | الوزن (غم)                                         | سك النقود                                          | التركيب                                            | النقش والوصف                                          | النقش والوصف                                                     | تاريخ الإصدار                                      |
| وجه العملة                                         | العكس                                              | القيمة                                             | الابعاد (مم)                                       | الوزن (غم)                                         | سك النقود                                          | التركيب                                            | وجه العملة                                            | العكس                                                            | تاريخ الإصدار                                      |
| -------------------------------------------------- | -------------------------------------------------- | -------------------------------------------------- | -------------------------------------------------- | -------------------------------------------------- | -------------------------------------------------- | -------------------------------------------------- | ----------------------------------------------------- | ---------------------------------------------------------------- | -------------------------------------------------- |
|                                                    |                                                    | 5 satang                                           | 15 × 1                                             | 1.25                                               | 21.8 million                                       | برونز الألومنيوم                                   | ภูมิพลอดุลยเดช (Bhumibol Adulyadej) รัชกาลที่ ๙ (9th Reign) | รัฐบาลไทย (Thai Government) ๕ สต. (5 satang) พ.ศ.๒๕๐๐ (BE 2500)   | 1950                                               |
| 6.48 million                                       | القصدير                                            | 5 satang                                           | 15 × 1                                             | 1.25                                               | 1950                                               |                                                    | ภูมิพลอดุลยเดช (Bhumibol Adulyadej) รัชกาลที่ ๙ (9th Reign) | รัฐบาลไทย (Thai Government) ๕ สต. (5 satang) พ.ศ.๒๕๐๐ (BE 2500)   |                                                    |
| 46.44 million                                      | برونز                                              | 5 satang                                           | 15 × 1                                             | 1.25                                               | 1957                                               |                                                    | ภูมิพลอดุลยเดช (Bhumibol Adulyadej) รัชกาลที่ ๙ (9th Reign) | รัฐบาลไทย (Thai Government) ๕ สต. (5 satang) พ.ศ.๒๕๐๐ (BE 2500)   |                                                    |
|                                                    |                                                    | 10 satang                                          | 17.5 × 1                                           | 1.75                                               | 17.4 million                                       | برونز الألومنيوم                                   | ภูมิพลอดุลยเดช (Bhumibol Adulyadej) รัชกาลที่ ๙ (9th Reign) | รัฐบาลไทย (Thai Government) ๑๐ สต. (10 satang) พ.ศ.๒๕๐๐ (BE 2500) | 1950                                               |
| 13.99 million                                      | القصدير                                            | 10 satang                                          | 17.5 × 1                                           | 1.75                                               | 1950                                               |                                                    | ภูมิพลอดุลยเดช (Bhumibol Adulyadej) รัชกาลที่ ๙ (9th Reign) | รัฐบาลไทย (Thai Government) ๑๐ สต. (10 satang) พ.ศ.๒๕๐๐ (BE 2500) |                                                    |
| 13.37 million                                      | برونز                                              | 10 satang                                          | 17.5 × 1                                           | 1.75                                               | 1957                                               |                                                    | ภูมิพลอดุลยเดช (Bhumibol Adulyadej) รัชกาลที่ ๙ (9th Reign) | รัฐบาลไทย (Thai Government) ๑๐ สต. (10 satang) พ.ศ.๒๕๐๐ (BE 2500) |                                                    |
|                                                    |                                                    | 25 satang                                          | 20 × 1                                             | 2.5                                                | 634.65 million                                     | برونز الألومنيوم                                   | ภูมิพลอดุลยเดช (Bhumibol Adulyadej) รัชกาลที่ ๙ (9th Reign) | รัฐบาลไทย (Thai Government) ๒๕ สต. (25 satang) พ.ศ.๒๕๐๐ (BE 2500) | 1950                                               |
|                                                    |                                                    | 50 satang                                          | 23 × 1.7                                           | 4.5                                                | 460 million                                        | برونز الألومنيوم                                   | ภูมิพลอดุลยเดช (Bhumibol Adulyadej) รัชกาลที่ ๙ (9th Reign) | รัฐบาลไทย (Thai Government) ๕๐ สต. (50 satang) พ.ศ.๒๕๐๐ (BE 2500) | 1950                                               |
|                                                    |                                                    | 1 baht                                             | 27 × 1.8                                           | 7.15                                               | 3.14 million                                       | فضة 0.030                                          | ภูมิพลอดุลยเดช (Bhumibol Adulyadej) รัชกาลที่ ๙ (9th Reign) | รัฐบาลไทย (Thai Government) หนึ่ง บาท (1 baht) พ.ศ.๒๕๐๕ (BE 2505)   | 1957                                               |
|                                                    |                                                    | 1 baht                                             | 27 × 1.8                                           | 7.5                                                | 883 million                                        | نيكل نحاسي                                         | ภูมิพลอดุลยเดช (Bhumibol Adulyadej) รัชกาลที่ ๙ (9th Reign) | รัฐบาลไทย (Thai Government) หนึ่ง บาท (1 baht) พ.ศ.๒๕๐๕ (BE 2505)   | 1962                                               |

#### العدد 13 – 1972
| عملات الإصدار 13 (راما التاسع) | عملات الإصدار 13 (راما التاسع) | عملات الإصدار 13 (راما التاسع) | عملات الإصدار 13 (راما التاسع) | عملات الإصدار 13 (راما التاسع) | عملات الإصدار 13 (راما التاسع) | عملات الإصدار 13 (راما التاسع) | عملات الإصدار 13 (راما التاسع)                                | عملات الإصدار 13 (راما التاسع)                                   | عملات الإصدار 13 (راما التاسع) |
| صورة                           | صورة                           | قيمة                           | أبعاد (مم)                     | وزن (ز)                        | ضرب النقود                     | التركيب                        | النقش والوصف                                                  | النقش والوصف                                                     | تاريخ الإصدار                  |
| وجه العملة                     | العكس                          | قيمة                           | أبعاد (مم)                     | وزن (ز)                        | ضرب النقود                     | التركيب                        | وجه العملة                                                    | العكس                                                            | تاريخ الإصدار                  |
| ------------------------------ | ------------------------------ | ------------------------------ | ------------------------------ | ------------------------------ | ------------------------------ | ------------------------------ | ------------------------------------------------------------- | ---------------------------------------------------------------- | ------------------------------ |
|                                |                                | 1 باهت                         | 25 × 1.8                       | 7                              | 248.9 مليون                    | نحاس نيكل                      | بوميبول أدولياديج (بوميبول أدولياديج) ريتشل تي (العهد التاسع) | รัฐบาลไทย (الحكومة التايلاندية) ๑ บาท (1 baht) พ.ศ.๒๕๑๗ (BE 2517) | 1972                           |
|                                |                                | 5 باهت                         | 28 × 2.0                       | 9                              | 30 مليون                       | نحاس نيكل                      | بوميبول أدولياديج (بوميبول أدولياديج) ريتشل تي (العهد التاسع) | รัฐบาลไทย (الحكومة التايلاندية) ๕ บาท (5 baht) พ.ศ.๒๕๑๕ (BE 2515) | 1972                           |

#### العدد 14 – 1977
| عملات الإصدار 14 (راما التاسع) | عملات الإصدار 14 (راما التاسع) | عملات الإصدار 14 (راما التاسع) | عملات الإصدار 14 (راما التاسع) | عملات الإصدار 14 (راما التاسع) | عملات الإصدار 14 (راما التاسع) | عملات الإصدار 14 (راما التاسع) | عملات الإصدار 14 (راما التاسع)              | عملات الإصدار 14 (راما التاسع)          | عملات الإصدار 14 (راما التاسع) |
| صورة                           | صورة                           | قيمة                           | أبعاد (مم)                     | وزن (ز)                        | ضرب النقود                     | التركيب                        | النقش والوصف                                | النقش والوصف                            | تاريخ الإصدار                  |
| وجه العملة                     | العكس                          | قيمة                           | أبعاد (مم)                     | وزن (ز)                        | ضرب النقود                     | التركيب                        | وجه العملة                                  | العكس                                   | تاريخ الإصدار                  |
| ------------------------------ | ------------------------------ | ------------------------------ | ------------------------------ | ------------------------------ | ------------------------------ | ------------------------------ | ------------------------------------------- | --------------------------------------- | ------------------------------ |
| ملف:1977 25 stang obverse.png  | ملف:1977 25 stang reverse.png  | 25 ساتانغ                      | 20.5 × 1.2                     | 2.8                            | 183 مليون                      | برونز الألومنيوم               | ประเทศไทย (تايلاند) ريتشل تي (العهد التاسع) | ๒๕ สตางค์ (25 ساتانغ) พ.ศ.๒๕๒๑ (BE 2521) | 1977                           |
| ملف:1977 50 stang obverse.png  | ملف:1977 50 stang reverse.png  | 50 ساتانغ                      | 23 × 1.2                       | 4.9                            | 122 مليون                      | برونز الألومنيوم               | ประเทศไทย (تايلاند) ريتشل تي (العهد التاسع) | ๕๐ สตางค์ (50 ساتانج) พ.ศ.๒๕๒๓ (BE 2523) | 1977                           |
|                                | ملف:1977 1 baht reverse.png    | 1 بات                          | 25 × 1.8                       | 7                              | 506 مليون                      | نحاس نيكل                      | ประเทศไทย (تايلاند) ريتشل تي (العهد التاسع) | ๑ บาท (1 baht) พ.ศ.๒๕๒๐ (BE 2520)       | 1977                           |
| ملف:1977 5 baht obverse.png    | ملف:1977 5 baht reverse.png    | 5 بات                          | 30 × 2.3                       | 12                             | 100 مليون                      | النحاس المغطى بالنيكل          | ประเทศไทย (تايلاند) ريتشل تي (العهد التاسع) | ๕ บาท (5 baht) พ.ศ.๒๕๒ (BE 2522)        | 1977                           |

#### العدد 15 – 1982
| عملات الإصدار 15 (راما التاسع) | عملات الإصدار 15 (راما التاسع) | عملات الإصدار 15 (راما التاسع) | عملات الإصدار 15 (راما التاسع) | عملات الإصدار 15 (راما التاسع) | عملات الإصدار 15 (راما التاسع) | عملات الإصدار 15 (راما التاسع) | عملات الإصدار 15 (راما التاسع)                                | عملات الإصدار 15 (راما التاسع)                        | عملات الإصدار 15 (راما التاسع) |
| صورة                           | صورة                           | قيمة                           | أبعاد (مم)                     | وزن (ز)                        | ضرب النقود                     | التركيب                        | النقش والوصف                                                  | النقش والوصف                                          | تاريخ الإصدار                  |
| وجه العملة                     | العكس                          | قيمة                           | أبعاد (مم)                     | وزن (ز)                        | ضرب النقود                     | التركيب                        | وجه العملة                                                    | العكس                                                 | تاريخ الإصدار                  |
| ------------------------------ | ------------------------------ | ------------------------------ | ------------------------------ | ------------------------------ | ------------------------------ | ------------------------------ | ------------------------------------------------------------- | ----------------------------------------------------- | ------------------------------ |
| ملف:1982 1 baht obverse.png    | ملف:1982 1 baht reverse.png    | 1 بات                          | 25 × 1.8                       | 7                              | 257 مليون                      | نحاس نيكل                      | بوميبول أدولياديج (بوميبول أدولياديج) ريتشل تي (العهد التاسع) | ประเทศไทย (تايلاند) ๑ บาท (1 baht) พ.ศ.๒๕๒๕ (BE 2525) | 1982                           |
| ملف:1982 5 baht obverse.png    | ملف:1982 5 baht reverse.png    | 5 بات                          | 30 × 2.3                       | 12                             | 26.4 مليون                     | النحاس المغطى بالنيكل          | بوميبول أدولياديج (بوميبول أدولياديج) ريتشل تي (العهد التاسع) | ประเทศไทย (تايلاند) ๕ บาท (5 baht) พ.ศ.๒๕๒๕ (BE 2525) | 1982                           |

| 1 ساتانغ  | 15 ملم    | 0.5 جرام | 97.5% ألومنيوم، 2.5% مغنيسيوم             | الملك بوميبول أدولياديج | وات فرا ذات هاريفونتشاي، محافظة لامفون    | 1987 |
| 1 ساتانغ  | 15 ملم    | 0.5 جرام | 99% ألومنيوم                              | الملك بوميبول أدولياديج | وات فرا ذات هاريفونتشاي، محافظة لامفون    | 2008 |
| 5 ساتانغ  | 16 ملم    | 0.6 جرام | 97.5% ألومنيوم، 2.5% مغنيسيوم             | الملك بوميبول أدولياديج | وات فرا باتوم تشيدي، محافظة ناخون باتوم   | 1987 |
| 5 ساتانغ  | 16.5 ملم  | 0.6 جرام | 99% ألومنيوم                              | الملك بوميبول أدولياديج | وات فرا باتوم تشيدي، محافظة ناخون باتوم   | 2008 |
| 10 ساتانغ | 17.5 ملم  | 0.8 جرام | 97.5% ألومنيوم، 2.5% مغنيسيوم             | الملك بوميبول أدولياديج | فرا ذات تشوينغ تشوم، محافظة ساكون ناخون   | 1987 |
| 10 ساتانغ | 17.5 ملم  | 0.8 جرام | 99% ألومنيوم                              | الملك بوميبول أدولياديج | فرا ذات تشوينغ تشوم، محافظة ساكون ناخون   | 2008 |
| 25 ساتانغ | 16 ملم    | 1.9 جرام | برونز ألومنيوم                            | الملك بوميبول أدولياديج | وات فرا ماهاثات، محافظة ناخون سي تاممارات | 1987 |
| 25 ساتانغ | 16 ملم    | 1.9 جرام | فولاذ مطلي بالنحاس                        | الملك بوميبول أدولياديج | وات فرا ماهاثات، محافظة ناخون سي تاممارات | 2008 |
| 50 ساتانغ | 18 ملم    | 2.4 جرام | برونز ألومنيوم                            | الملك بوميبول أدولياديج | وات فرا ذات دوي سوثيب، محافظة تشيانغ مي   | 1987 |
| 50 ساتانغ | 18 ملم    | 2.4 جرام | فولاذ مطلي بانيكل                         | الملك بوميبول أدولياديج | وات فرا ذات دوي سوثيب، محافظة تشيانغ مي   | 2008 |
| 1 بات     | 20 ملم    | 3.4 جرام | نيكل نحاسي (1986-2008)                    | الملك بوميبول أدولياديج | وات برا كايو، بانكوك                      | 1986 |
| 1 بات     | 20 ملم    | 3 جرام   | فولاذ (2008–الآن)                         | الملك بوميبول أدولياديج | وات برا كايو، بانكوك                      | 2008 |
| 2 بات     | 21.75 ملم | 4.4 جرام | فولاذ منخفض الكربون مطلي بالنيكل          | الملك بوميبول أدولياديج | وات ساكت، بانكوك                          | 2005 |
| 2 بات     | 21.75 ملم | 4 جرام   | برونز ألومنيوم                            | الملك بوميبول أدولياديج | وات ساكت، بانكوك                          | 2008 |
| 5 بات     | 24 ملم    | 7.5 جرام | نيكل نحاسي مطلي نحاس                      | الملك بوميبول أدولياديج | وات بنشامابوفيت، بانكوك                   | 1988 |
| 5 بات     | 24 ملم    | 6 جرام   | نيكل نحاسي مطلي نحاس                      | الملك بوميبول أدولياديج | وات بنشامابوفيت، بانكوك                   | 2008 |
| 10 بات    | 26 ملم    | 8.5 جرام | الحلقة: نيكل نحاسي المركز: برونز ألومنيوم | الملك بوميبول أدولياديج | وات ارون، بانكوك                          | 1988 |
| 10 بات    | 26 ملم    | 8.5 جرام | الحلقة: نيكل نحاسي المركز: برونز ألومنيوم | الملك بوميبول أدولياديج | وات ارون، بانكوك                          | 2008 |

| سلسلة عملات الملك فاجيرالونغكورن المعدنية | سلسلة عملات الملك فاجيرالونغكورن المعدنية | سلسلة عملات الملك فاجيرالونغكورن المعدنية | سلسلة عملات الملك فاجيرالونغكورن المعدنية | سلسلة عملات الملك فاجيرالونغكورن المعدنية |
| القيمة                                    | التكوين                                   | الوصف                                     | الوصف                                     | تاريخ السك                                |
| القيمة                                    | التكوين                                   | الوجه                                     | الظهر                                     | تاريخ السك                                |
| ----------------------------------------- | ----------------------------------------- | ----------------------------------------- | ----------------------------------------- | ----------------------------------------- |
| 1 ساتانغ                                  | ألومنيوم                                  | الملك فاجيرالونغكورن                      | مونوغرام الملك فاجيرالونغكورن             | 2018                                      |
| 5 ساتانغ                                  | ألومنيوم                                  | الملك فاجيرالونغكورن                      | مونوغرام الملك فاجيرالونغكورن             | 2018                                      |
| 10 ساتانغ                                 | ألومنيوم                                  | الملك فاجيرالونغكورن                      | مونوغرام الملك فاجيرالونغكورن             | 2018                                      |
| 25 ساتانغ                                 | فولاذ مطلي بالنحاس                        | الملك فاجيرالونغكورن                      | مونوغرام الملك فاجيرالونغكورن             | 2018                                      |
| 50 ساتانغ                                 | فولاذ مطلي بالنحاس                        | الملك فاجيرالونغكورن                      | مونوغرام الملك فاجيرالونغكورن             | 2018                                      |
| 1 بات                                     | فولاذ مطلي بانيكل                         | الملك فاجيرالونغكورن                      | مونوغرام الملك فاجيرالونغكورن             | 2018                                      |
| 2 بات                                     | برونز ألومنيوم                            | الملك فاجيرالونغكورن                      | مونوغرام الملك فاجيرالونغكورن             | 2018                                      |
| 5 بات                                     | نيكل نحاسي مطلي بالحاس                    | الملك فاجيرالونغكورن                      | مونوغرام الملك فاجيرالونغكورن             | 2018                                      |
| 10 بات                                    | الحلقة: نيكل نحاسي المركز: برونز ألومنيوم | الملك فاجيرالونغكورن                      | مونوغرام الملك فاجيرالونغكورن             | 2018                                      |

## العملات الورقية
أصدرت الحكومة سلسلة أوراق نقدية في 19 سبتمبر 1902 طبعتها شركة دو لا رو، خلال عهدي الملكين راما الخامس وراما السادس وكانت من فئات 5 و10 و20 و100 و1000 تيكال. تلتها 1 و50 بات في عام 1918. أصدرت سلسلة أوراق نقدية من فئات 1 و5 و10 و20 و100 و1000 بات في عام 1925 مع فئة بالأرقام العربية والتايلاندية بدون نص لإنجليزي؛ استمر المتحدثون باللغة الإنجليزية في الإشارة إلى إليها بتيكال.
أعلن بنك تايلاند في 27 يوليو 2010 على أن السلسلة السادسة عشر من الأوراق النقدية ستدخل التداول في ديسمبر 2010. أصدر بنك تايلاند في 9 أغسطس 2012 فئة 80 بات للاحتفال بذكرى ميلاد الملكة سيريكيت الثمانين.
أعلن بنك تايلاند في عام 2017 عن سلسلة جديدة من الأوراق النقدية لإحياء ذكرى ملكها الراحل بوميبول أدولياديج (راما التاسع). تعرض التصميمات الخلفية تعرض صور حياة الملك في الطفولة والمراهقة والنضج. أصدرت عائلة الأوراق النقدية الجديدة في 20 سبتمبر.
أعلن بنك تايلاند في عام 2018 عن سلسلة جديدة من الأوراق النقدية تحمل صورة ملكها الحالي فاجيرالونغكورن. الألوان والأبعاد الرئيسية للأوراق هي نفسها كما كانت من قبل. أصدرت فئات 20 و50 و100 بات في يوم ذكرى شاكري، أصدرت الفئتين الأخيرتين 500 و1000 بات في 6 أبريل 2018.
| السلسلة الخامسة عشرة | السلسلة الخامسة عشرة | السلسلة الخامسة عشرة | السلسلة الخامسة عشرة                                                                   | السلسلة الخامسة عشرة                                                                      | السلسلة الخامسة عشرة | السلسلة الخامسة عشرة | السلسلة الخامسة عشرة |
| القيمة               | الأبعاد              | اللون                | الوصف                                                                                  | الوصف                                                                                     | تاريخ الإصدار        |                      |                      |
| القيمة               | الأبعاد              | اللون                | الوجه                                                                                  | الظهر                                                                                     | تاريخ الإصدار        |                      |                      |
| -------------------- | -------------------- | -------------------- | -------------------------------------------------------------------------------------- | ----------------------------------------------------------------------------------------- | -------------------- | -------------------- | -------------------- |
| 20 بات               | 138 × 72 ملم         | أخضر                 | الملك بوميبول أدولياديج في زي القائد الأعلى للقوات المسلحة                             | راما الثامن                                                                               | 3 مارس 2003          |                      |                      |
| 50 بات               | 144 × 72 ملم         | أزرق                 | الملك بوميبول أدولياديج في زي القائد الأعلى للقوات المسلحة                             | راما الرابع                                                                               | 19 مارس 2004         |                      |                      |
| 100 بات              | 150 × 72 ملم         | أحمر                 | الملك بوميبول أدولياديج في زي القائد الأعلى للقوات المسلحة                             | راما الخامس وراما السادس                                                                  | 21 أكتوبر 2005       |                      |                      |
| 500 بات              | 156 × 72 ملم         | بنفسجي               | الملك بوميبول أدولياديج في زي القائد الأعلى للقوات المسلحة                             | راما الثالث                                                                               | 1 أغسطس 2001         |                      |                      |
| 1،000 بات            | 162 × 72 ملم         | بني                  | الملك بوميبول أدولياديج في زي القائد الأعلى للقوات المسلحة                             | الملك بوميبول أدولياديج؛ سد با ساك جولاسيد                                                | 25 نوفمبر 2005       |                      |                      |
| السلسلة السادسة عشر  |                      |                      |                                                                                        |                                                                                           |                      |                      |                      |
| القيمة               | الأبعاد              | اللون                | الوصف                                                                                  | الوصف                                                                                     | تاريخ الإصدار        |                      |                      |
| القيمة               | الأبعاد              | اللون                | الوجه                                                                                  | الظهر                                                                                     | تاريخ الإصدار        |                      |                      |
| 20 بات               | 138 × 72 ملم         | أخضر                 | الملك بوميبول أدولياديج                                                                | رام كامهانج الأكبر                                                                        | 1 أبريل 2013         |                      |                      |
| 50 بات               | 144 × 72 ملم         | أزرق                 | الملك بوميبول أدولياديج                                                                | الملك ناريسوان يعلن الاستقلال؛ تمثال الملك ناريسون على الفيل؛ معبد فرا تشيدي تشاي مونغكول | 18 يناير 2012        |                      |                      |
| 100 بات              | 150 × 72 ملم         | أحمر                 | الملك بوميبول أدولياديج                                                                | الملك تاكسين وتمثال الفروسية وحصن ومنزل                                                   | 26 فبراير 2015       |                      |                      |
| 500 بات              | 156 × 72 ملم         | أروجواني             | الملك بوميبول أدولياديج                                                                | نصب الملك راما الأول؛ وات فرا تشيتوفون فيمولمانجكلارارم راجواراماهافيهارن؛ قلعة فرا سومن  | 12 مايو 2014         |                      |                      |
| 1،000 بات            | 162 × 72 ملم         | بني                  | الملك بوميبول أدولياديج                                                                | نصب راما الخامس؛ قاعة عرش أنانتا ساماخوم، نصب الملك في قصر دوست                           | 21 أغسطس 2015        |                      |                      |
| السلسلة السابعة عشر  |                      |                      |                                                                                        |                                                                                           |                      |                      |                      |
| القيمة               | الأبعاد              | اللون                | الوصف                                                                                  | الوصف                                                                                     | تاريخ الإصدار        |                      |                      |
| القيمة               | الأبعاد              | اللون                | الوجه                                                                                  | الظهر                                                                                     | تاريخ الإصدار        |                      |                      |
| 20 بات               | 138 × 72 ملم         | أخضر                 | الملك فاجيرالونغكورن في زي قائد سلاح الجو الملكي التايلاندي ويرتدي نيشان الجواهر التسع | راما الأول وراما الثاني                                                                   | 6 أبريل 2018         |                      |                      |
| 50 بات               | 144 × 72 ملم         | أزرق                 | الملك فاجيرالونغكورن في زي قائد سلاح الجو الملكي التايلاندي ويرتدي نيشان الجواهر التسع | راما الثالث وراما الرابع                                                                  | 6 أبريل 2018         |                      |                      |
| 100 بات              | 150 × 72 ملم         | أحمر                 | الملك فاجيرالونغكورن في زي قائد سلاح الجو الملكي التايلاندي ويرتدي نيشان الجواهر التسع | راما الخامس وراما السادس                                                                  | 6 أبريل 2018         |                      |                      |
| 500 بات              | 156 × 72 ملم         | بنفسجي               | الملك فاجيرالونغكورن في زي قائد سلاح الجو الملكي التايلاندي ويرتدي نيشان الجواهر التسع | راما السابع وراما الثامن                                                                  | 28 يوليو 2018        |                      |                      |
| 1،000 بات            | 162 × 72 ملم         | بني                  | الملك فاجيرالونغكورن في زي قائد سلاح الجو الملكي التايلاندي ويرتدي نيشان الجواهر التسع | بوميبول أدولياديج وفاجيرالونغكورن                                                         | 28 يوليو 2018        |                      |                      |